# Uchū no kishi Tekkaman Blade
Uchū no kishi Tekkaman Blade (jap. 宇宙の騎士テッカマンブレード Uchū no kishi Tekkaman Burēdo; dosł. „Kosmiczny rycerz Tekkaman Blade”) – seria anime, emitowana premierowo w latach 1992–1993. Reżyserem był Hiroshi Negishi, a producentem korporacja Tatsunoko Production.
Akcja anime rozgrywa się w futurystycznej przyszłości na Ziemi. Zgodnie z kalendarzem gregoriańskim fabuła rozpoczyna się w roku 2300. 192 lat wcześniej wszystkie państwa na Ziemi połączyły się w jedną globalną społeczność. Od tamtego momentu zaczęto od nowa liczyć lata. Megalitycznym tworem zjednoczonej cywilizacji Ziemian był Orbitalny Pierścień. Na początku 192 roku Ziemię zaatakowały nieznane formy życia, które bezproblemowo wybiły znaczącą część ludzkości i zajęły duże połacie Ziemi, włączając w to Orbitalny Pierścień. Ludzkość zepchnięta do defensywy stara się wspólnymi siłami odkryć sposób na pokonanie najeźdźców. Niespodziewanie na Ziemię spada tajemniczy mężczyzna. Zostaje on odnaleziony przez dwójkę członków Zjednoczonych Sił Ziemi. Tajemniczy chłopak okazuje się być nową nadzieją dla ludzkości. Nikt też nie spodziewa się jakie tajemnice ukrywa przed obrońcami świata.
W Europie i Ameryce ukazała się okrojona i ocenzurowana wersja anime pt. Teknoman.

## Tło fabularne
Początkowo fabuła anime Tekkaman Blade skupia się na inwazji Radam na Ziemię i opisie beznadziejności sytuacji ludzkości, która mimo wielkich osiągnięć i zjednoczenia nie oparła się potędze obcych. Zepchnięci i rozproszeni ludzie starają się wszystkimi możliwymi krokami poznać wroga oraz przede wszystkim znaleźć skuteczną metodą na walkę z nim. Pojawienie się D-Boya początkowo wydaje się być darem z niebios. Niestety wraz z rozwojem wydarzeń na jaw wychodzą dramatyczne wątki. Jego potęga i skuteczność zostały odkupione wielkim cierpieniem. Toteż w późniejszym czasie prym wiodą wspomnienia i etyczne rozterki w głowie głównego bohatera. Z jednej strony stał się mimowolnie jedyną nadzieją Ziemi, a z drugiej strony przyszło mu stawić czoła w boju na śmierć i życie z własną rodziną i przyjaciółmi. Przez to główny bohater musi dokonywać trudnych wyborów, czy też poświęcać się w imię innej idei, nawet tej w którą nie wierzy. Takaya za namową swego ojca pragnie zapomnieć o tym kim był, jednakże okazuje się, że nie może wymazać przeszłości. Radam skutecznie wykorzystali negatywne emocje stłamszone i trzymane na wodzy przez jego współbraci. Dodatkowo D-Boy jest zmuszony zaufać i polegać na nieznanych mu osobach, z którymi z odcinku na odcinek buduje nową relację – to oni stają się jego nową rodziną. Na samym końcu gotowi są nawet oddać za niego życie. W tym samym momencie aspekt psychologiczny traci na mocy, a motyw przeżycia ludzkości powraca i rozpala się nowym blaskiem. Obok tych dwóch głównych nurtów pojawia się mnóstwo wątków pobocznych tj. oddanie życia za słuszną sprawę, wierność zasadom, destrukcyjny wpływ egoistycznych zachowań, czy strach przed nieznanym. Trudno jest zaobserwować jakiś schemat. Wielokrotnie główni bohaterowie doznają sromotnych klęsk z przeważającymi siłami Radam. Nawet bardzo heroiczne zachowania wydają się bezsensowne, a poświęcone osoby za prawdziwą stratę. Na jeden sukces pracują długo, ucząc się na wielu pomyłkach.

## Kalendarium

### Rok 189
Początek wyprawy badawczej przestrzeni kosmicznej Saturna i Tytana. Statek Argos dowodzony przez profesora Kouzou Aiba opuszcza Kosmiczny Port nr 8. Znanymi badaczami na jego pokładzie byli: Takaya Aiba, Shinya Aiba, Miyuki Aiba, Goddard, Kengo Aiba, Fritz von Braun, Molotov i Von Lee.

### Rok 192-193

#### Incydent saturiański
W okolicach pierścieni Saturna ekspedycja profesora Kouzou Aiba natknęła się na niezidentyfikowany pojazd obcych. Statek Argos został grawitacyjnie przyciągnięty i wchłonięty przez tajemniczy Statek-Matkę Radam. Załoga badaczy pochopnie zdecydowała się dokonać ekspedycji na jego pokład. Wpadli w zastawioną pułapkę i stali się ofiarami genetycznych testów Radam w Tekk-Systemie. System wstępnie wyselekcjonował dziewięcioro najsilniejszych ludzi z Argos. Reszta została odrzucona i umarła w męczarniach. W końcowej fazie, tuż przed przejęciem świadomości odrzucony został Kouzou Aiba. Zdołał uwolnić swojego syna Takayę. Pomógł mu zbiec ze Statku-Matki. Sam poświęca się doprowadzając do samozniszczenia Argos i poważnego uszkodzenia pojazdu Radam, zmuszając go tym samym do awaryjnego lądowania po ciemnej stronie Księżyca. Nie powstrzymuje to jednak początku inwazji Radam.

#### Początek I wojny z Radam
Zjednoczone siły Ziemi EDF zaskoczone skalą inwazji zostają bardzo szybko rozbite i rozpraszają się w powojennym pustkowiu. Orbitalny Pierścień zostaje utracony i staje się nową bazą Radam.

##### I bitwa o Statki Kosmiczne Wielkich Prędkości
O tym wydarzeniu wspomina jedyny ocalały – Bernard O'Toole. Przekazuje dramatyczny obraz wojny i zasadzkę zastawioną przez Radam. Operacja kończy się zupełną klęską Ziemian.

##### Pojawienie się D-Boya
Tajemniczy mężczyzna spada z nieba (nazwany później D-Boyem) i zostaje przewieziony do bazy OSDG. Po wielu perypetiach ujawnia się jako Tekkaman Blade. Silna ofensywa Radam doprowadza do zniszczenia głównej bazy sił australijskich – Australian Jones Unified Defence Force Base. Dodatkowo moduł R-23 odpada od Orbitalnego Pierścienia i kieruje się na ziemię. Tekkaman Blade dzięki swojej sile pomaga uniknąć tragedii.

##### Operacja Radam Ballon
Radam decydują się na zrzucenie całego roju potworów na ziemię. Dodatkowo do akcji wysłany zostaje „Devil of the Stratosphere”. Tekkaman Blade za pierwszym razem nie daje rady wykonać zadania z powodu limitu czasu. Po tragicznych zdarzeniach z Aki, zbiera się w sobie i pokonuje Radam.

##### Projekt Pegas
Podstęp Tekkamana Daggera doprowadza do zniszczenia kryształu D-Boya, co jednoznacznie uniemożliwia mu transformację w Tekkamana Blade'a. Z tego powodu ludzie próbują ze wszystkich sił ową możliwość przywrócić. Stary robot-mechanik Pegas zostaje zaadaptowany do nowej roli. Uzbrojony w potężny pancerz i broń maszynową staje się nowym centrum dla D-Boya. Dzięki sztucznemu odnowieniu kryształu i wzmocnieniu go w Pegasie powtórnie pozwala na przemiany w Tekkamana. Od tego momentu Pegas staje się nieodłącznym towarzyszem D-Boya.

##### II bitwa o Statki Kosmiczne Wielkich Prędkości
Sierżant O'Toole zostaje ponownie wysłany na misję, której celem jest odbicie uwięzionych na Orbitalnym Pierścieniu statków wielkich prędkości. Tym razem do pomocy dostaje Tekkamana Blade'a. Wspólnymi siłami udaje im się przełamać obronę Radam i wytargać pojazdy z rąk obcych.

#### Przesilenie

##### Operacja Sunset
Cel bitwy: zniszczenie czterech generatorów wytwarzających energię dla Orbitalnego Pierścienia; powstrzymanie rozwoju Radam i przejęcie inicjatywy w wojnie.
Rezultat: Pyrrusowe zwycięstwo. Wykonanie zadania zostało odkupione niemalże wyeliminowaniem całych sił zbrojnych biorących udział w operacji.
Konsekwencje: Częściowe powstrzymanie rozwoju larw Radam, pojawienie się Tekkamana Evila oraz potężne osłabienie sił EDF.
Siły EDF zostały podzielone na kilka grup wykonujących specjalne zadania. Nazwano jest na wzór określeń na figury i kolory w talii kart:
- Joker – Tekkaman Blade
- King (ang. Król) – główne naziemne siły uderzeniowe, których celem było skupienie całych sił Radam w Cobweb (ang. Pajęczyna)
- Queen (ang. Dama) – główne kosmiczne siły uderzeniowe, których celem było odwrócenie uwagi od Statków Kosmicznych Wielkich Prędkości. Dowódcą zespołu była Aki, a statkiem flagowym Blue Earth
- Four Card:

Clubs ♣ (ang. Trefl), Diamonds ♦ (ang. Karo), Hearts ♥ (ang. Kier), Spades ♠ (ang. Pik) – oddziały rozmieszczone w Statkach Kosmicznych Wielkich Prędkości, których zadaniem było podłożenie i zdetonowanie ładunków na generatorach Orbitalnego Pierścienia.
Przebieg:
Oddział King atakujący od strony windy Kosmicznej Windy zwabił bardzo duże siły Radam. Z przestrzeni kosmicznej wsparł ich oddział Queen oraz Tekkaman Blade. Poszczególne zespoły Four Card bezpiecznie lądują w pobliżu celów misji. Wszystkie grupy oprócz Diamonds bez problemów wypełniają swoje zadanie. W tym czasie silna ofensywa Radam rozbija natarcie King i zmusza oddział do wycofania się. Siły Queen porzucają swoje dotychczasowe zadanie i ruszają Diamonds na pomoc. Zespołowi ostatecznie udaje się podłożyć ładunki i ewakuować się z Pierścienia. Wszystkie cztery generatory zostają zniszczone i pozbawiają energii Orbitalny Pierścień. Krótki okres radości przerywa niespodziewane pojawienie się Tekkamana Evila. Niszczy cztery statki Four Card, zabijając załogę.

##### Operacja Heaven
Cel bitwy: odbicie i umocnienie pozycji w Kosmicznej Windzie, przetestowanie pełnych możliwości Sol Tekkamana #1 i przejęcie inicjatywy w bezpośredniej walce.
Rezultat: Kompletna porażka sił EDF, śmierć praktycznie wszystkich żołnierzy, Balzack Asimov i jego zbroja znikają w ferworze walki.
Konsekwencje: Rozpoczęcie kolejnej fazy inwazji, gigantyczny szturm Radam na siedzibę dowództwa EDF w Ameryce Północnej.
Przebieg:
Duże siły EDF i Sol Tekkaman #1 bezpośrednio z Ziemi ruszyły, aby odbijać fragment po fragmencie. W początkowej fazie operacji Ziemianie dominowali i z łatwością wypełniali swoje zadania. Pojawienie się Tekkamana Evila zmieniło obraz walk. Nie mogąc nawiązać równorzędnej walki siły EDF zostały niemalże wybite do zera.

##### Zniszczenie bazy OSDG
6 maja 192 roku siły OSDG, Tekkaman Blade i Tekkaman Rapier ulegają przeważającej sile Radam. Baza w Teksasie przestaje istnieć, a Tekkaman Rapier poświęca życie, aby bronić ukochanego brata. Po tym wydarzeniu D-Boy znika na długi czas.

##### Nowa ofensywa Radam
Dwa tygodnie po zniszczeniu bazy D-Boy odkrywa, że może wzmocnić swoje siły i przywrócić dawną moc poprzez kryształ innego Tekkamana. Po kolejnych pięciu miesiącach odnajduje swoich kompanów z organizacji. Podczas polowania na kryształy złych Tekkamanów udaje im się wspólnymi siłami zabić Tekkamana Axe'a. Odnajdują na Islandii ważny układ scalony. Tuż po powrocie do nowej bazy OSDG na Alasce następuje inwazja Radam. Dzięki wymieszaniu technologii obcych i ludzi dokonuje się ewolucja D-Boya w Blaster Tekkamana. Podczas zawieruchy wojennej ginie zarówno Tekkaman Lance, jak i Bernard O'Toole. Baza na Alasce zostaje obroniona.

##### Tuż przed właściwą inwazją Radam
Próba odzyskania Orbitalnego Pierścienia i Kosmicznych Portów. Tekkaman Omega zapada w ostatni sen przed główną inwazją. Tekkaman Sword, broniąc ukochanego Omegę, niszczy wszystkie Kosmiczne Porty. Tekkaman Evil, mimo sprzeciwu dowódcy przechodzi ewolucję w Blastor Tekkamana.

##### Pora kwitnienia kwiatów Radam
Kwiaty Radam zakwitając, zaczynają porywać ludzi; celem przemienienia ich w bezmózgich siepaczy Radam. Rozpoczyna się paniczna, wielka ewakuacja na Orbitalny Pierścień. W drodze na Księżyc ginie Balzack Asimov. Tekkaman Sword zostaje zabita przez siły ludzkości.

#### Koniec I wojny z Radam
Tekkaman Blade traci całą pamięć i niesiony samym szałem i nienawiścią do Radam mierzy się z Tekkamanem Omegą. Po trudnej walce zabija go i tym samym ostatecznie kończy inwazję obcych. Ludzkość zaczyna powoli odbudowywać swoje miasta i podnosić się po inwazji Radam. Aki i Takaya osiedlają się w ulubionym miejscu zabaw rodziny Aiba.

## Postacie

### Space Knights
Space Knights (jap. スペースナイツ) – paramilitarna specgrupa działająca w ramach organizacji naukowej Outer Space Development Group (OSDG), podlegającej bezpośrednio Prezydentowi Ziemi.
- Takaya Aiba / D-Boy (jap. タカヤ 相羽 / Dボウイ)

Protagonista serii anime, Ziemianin pochodzący z Japonii, członek rodziny Aiba (jap. 相羽), członek specgrupy Space Knights (jap. スペースナイツ), obrońca Ziemi znany jako Tekkaman Blade (jap. テッカマンブレード), ukochany Aki Kisaragi, bohater I wojny z Radam. Był drugim w kolejności Tekkamanem, który opuścił Tekk-System. W kapsule ratowniczej statku Argos dostał się w obręb Orbitalnego Pierścienia. Niesiony żądzą zemsty staje do walki z najeźdźcami. Przegrywa pierwszą walkę z Tekkamanem Daggerem, a przeciwnik robi mu szramę przez lewe oko. W wyniku potyczki ciężko ranny Blade upada na ziemię, niedaleko miejsca, gdzie swoje badania prowadzą Aki Kisaragi oraz Noal Vereuse. Przez tę dwójkę zostaje odnaleziony i zabrany do bazy OSDG znajdującej się w ukryciu (teren obecnego Teksasu) i zostaje opatrzony. Gdy odzyskuje przytomność wpada w furię. Szantażuje członków OSDG oraz nie udziela odpowiedzi na żadne pytania zasłaniając się amnezją. Rezultatem jego szaleńczych akcji (wzięcie Milly jako zakładniczkę, pobicie Levina i Hondy) jest porwanie jedynego statku kosmicznego zdolnego wynieść go na orbitę okołoziemską – Blue Earth. Z tego powodu Noal nadaje mu przydomek D-Boy (Dangerous Boy). Noalowi i Aki udaje się dostać na pokład statku, zanim D-Boy opuścił hangar. Korzystając z katapulty Blue Earth wlatuje w rejon Orbitalnego Pierścienia. Ku zdziwieniu załogi statku D-Boy wychodzi w przestrzeń kosmiczną i transformuje się w Tekkamana. Blade po skończonej rzezi na Radam powraca na pokład Blue Earth, który awaryjnie wylądował w jednym z Kosmicznych Portów na Orbitalnym Pierścieniu. Wtedy zdradza, że Tekk-System absorbuje dużo energii z ciała ludzkiego w zamian za ogromną moc. D-Boy postanawia spenetrować zakamarki Pierścienia w poszukiwaniu Radam, mimo jego sprzeciwu towarzyszą mu Noal i Aki. Mężczyzna ujawnia, że Radam zostali zmuszeni, aby wykorzystać Pierścień jako najlepsze miejsce do pobierania życiodajnej energii słonecznej. Po raz drugi staje w szranki z Tekkamanem Daggerem, w wyniku której Blade poważnie okalecza twarz przeciwnika. Używa Vol Tekka i pokonuje Daggera oraz pomaga Blue Earth wrócić bezpiecznie na Ziemię. Po powrocie postanawia znaleźć inną organizację, która wesprze go w walce z Radam. Porozumiewa się z Chiefem i zawiera z nim nieformalną umowę. Efektem umowy jest pomoc D-Boyowi w zamian za możliwość wykonania kilku badań na nim i jego krysztale. Honda wypytuje o jego uczucia do Milly, a młodzieniec zdradza jedynie, że łączniczka przypomina mu jego siostrę. Główny bohater pierwszy raz spotyka Generała Colberta – głównodowodzącego Ziemskimi Siłami w Ameryce Północnej. D-Boy nie zgadza się na współpracę z Armią i podkreśla swoją autonomiczność – nie ulega nawet podczas demonstracji siły przez Armię. Prezydent Ziemi uwalnia D-Boya spod wszelkiej jurysdykcji żołnierzy. D-Boy postanawia zniszczyć uszkodzony element Orbitalnego Pierścienia (sektor R-23), który odpadł i zmierza ku Ziemi (dokładnie na jedną z ostatnich powierzchniowych fabryk broni). D-Boy w ostatniej chwili dezintegruje Vol Tekką spadający element. Powoli zaczyna się aklimatyzować w bazie OSDG oraz towarzyszy Aki w badaniach niedaleko zniszczonego miasta. Detektory na Ziemi wykrywają wrogie jednostki zbliżające się do powierzchni planety. Jednym z nich jest olbrzymi „Devil of the Stratosphere”. D-Boy z resztą Space Knights wyrusza, aby go powstrzymać. Niespodziewanie Tekkaman Blade z trudem pokonuje Devila, ale nie jest już w stanie zniszczyć roju. Daje się mu we znaki tajemnicze ograniczenie czasu i wycofuje się z walki. Noal stara się bezpiecznie sprowadzić Blue Earth do bazy, ale statek zostaje poważnie uszkodzony przez Radam. W wyniku upadku ciężko ranna zostaje Aki, a D-Boy czuje się współwinnym tego zajścia. Młodzieniec nie udziela żadnych wyjaśnień tłumaczących jego niespodziewaną dezercję. Przed operacją „Radam Ballon Attack” idzie przeprosić i pożegnać się z nieprzytomną Aki. D-Boy wyznaje Milly, że po 30 minutach od transformacji traci kontrolę nad swoim ciałem i staje się potworem. Tekkaman Blade wypełnia założenia misji i niszczy rój Radam. Opada z sił, co przez Noala zostaje zinterpretowane jako przekroczenie limitu czasu i postanawia go zabić. Jednakże wojownikowi udaje się uniknąć ataku kompana. Po wyjaśnieniach bezpiecznie powraca na pokład Blue Earth. Po misji wyjaśnia wszystkie sprawy z Noalem. Razem z Noalem i Aki przybywają do Kosmicznego Portu nr 6 w poszukiwaniu tajemniczych ocalałych, ale okazuje się to pułapką zastawioną przez Tekkamana Daggera. Kryształy wywołujące „Interference Spectrum” blokują możliwość transformacji i młodzieniec ratuje się ucieczką w przestrzeń kosmiczną. Przeciwnik przewidział takie działanie i umieścił główny kryształ na Kosmicznym Porcie nr 6, ale mimo wszystko Tekkaman Blade zostaje uratowany przez załogę Blue Earth i wycofuje się z pola walki. Jego kryształ ulega zniszczeniu. Po incydencie z kryształem traci wiarę w siebie. Mimo zapewnień Aki i ciężkiej pracy grupy OSDG D-Boy zamyka się w sobie. Na wieść o ultimatum Daggera postanawia się sam oddać w jego ręce, a w tym celu kradnie z bazy rakietę nośną z XX wieku. Obwiązuje się plastikiem i postanawia wysadzić razem z Tekkamanem Daggerem. W ostatniej chwili życie ratuje mu załoga Blue Earth. Wykorzystuje dostarczonego Pegasa, aby ponownie transformować się. W akcie zemsty używa Vol Tekki i zabija Daggera. D-Boy ostatecznie przekonuje się, co do członków Space Knights. Podejmuje się misji wyłączenia komputera sterującego systemem dział laserowych na Orbitalnym Pierścieniu, oczyszcza przejście i likwiduje stworzenie żerujące na maszynie kontrolującej. W ferworze walki fragmenty zabitych najeźdźców uszkadzają komputer i włączają sekwencję bezpieczeństwa. Ku jego zdziwieniu sekwencję dezaktywuje Balzack. Następnie razem z Aki i Noalem przyjmuje zlecenie Prezydenta Ziemi i podejmuje się eskorty floty transportowców przybywających z księżyca Jowisza – Io. Podczas ataku Radam, Tekkaman Blade staje w obronie floty, ale zaniepokojony ilością najeźdźców skupiających się tylko na statku dr Carla wyrusza z odsieczą. Odnajduje pół żywego naukowca, po czym odbiera od niego bransoletę ze zdjęciem rodziny oraz dowiaduje się, że tajemnicza substancja D wybuchnie, po wejściu jego statku w atmosferę. D-Boy dokańcza dzieło doktora. Jest wściekły na wojskowych, że umniejszyli poświęcenie dr Carla i zaczyna ich nienawidzić. Po kilku dniach niechętnie przybywa do Orbitalnego Pierścienia, aby ratować 4 Europejską Specjalną Drużynę będącą pod dowództwem Bernarda O'Toole'a. Popada w konflikt z sierżantem, który zostaje rozwiązany poprzez konkurs w piciu whisky do oporu. Przegrywa rywalizację i zostaje zobligowany do pomocy wojskowym. Wsparcie Tekkamana Blade'a umożliwia odbicie pięciu Statków Kosmicznych Wielkich Prędkości. Postawa O'Toole'a przywraca nadzieję w sercu D-Boya i niweczy jego nienawiść do wojskowych. Zostaje zaangażowany w Operację Sunset jako jednoosobowy zespół Joker. Po licznych bojach jako jedyny z Space Knights nie wykorzystuje urlopu. Pozostaje w bazie, aby trenować; jednakże Honda namawia go na naukę składania japońskich latawców. Mentalnie zostaje wezwany przez swojego brata bliźniaka, a obecnie Tekkamana Evila. Pojedynek zostaje nie rozstrzygnięty, a Blade ucieka z pola walki ze względu na upływający limit czasu. Zdradza Milly, że przypomina mu jego młodszą siostrę Miyuki oraz opowiada o jej ulubionym kwiecie amarylisie. Próbuje powstrzymać Tekkamana Evila od pozyskania energii do wzrostu Radam. W wyniku podstępu brata przekracza limit czasu i traci zmysły, po czym poważnie uszkadza Pegasa i zwraca się przeciwko ludzkości. Sieje zniszczenie, a Armia nie jest w stanie go powstrzymać. W trakcie szału nawiedzają go przerażające i krwawe wizje. W akcie desperacji EDF używa przeciwko niemu bomby atomowej, która okazuje się całkowicie nieskuteczna. Na ostatnim moście przed miastem drogę zastępuje mu Milly. Jej podobieństwo do młodszej siostry pozwala zwalczyć szał. Zaraz po odzyskaniu świadomości wyrusza, żeby zemścić się na bracie. Pokonuje go przy pomocy Vol Tekki. Miewa koszmary i paraliżujące wizje. Po tych wydarzeniach, podczas obrony akceleratora cząstek w Teksasie nie był w stanie przeciwstawić się Radam. Boleśnie doświadcza pojawienie się Sol Tekkamana #1 i zawodzi podczas obrony dostawy zbiorników z Pherinium, nie jest zdolny do walki. W przypływie gniewu zostaje postrzelony przez Balzacka Asimova i wzięty do niewoli przez Armię. Przesiadując w celi popada w coraz to większą depresję i marazm. Prośby Noala i Aki nie są w stanie go przekonać do przemiany i nawet potężny szturm na kwaterę główną EDF nie robił na nim wrażenia. Ratuje Aki przed walącymi się stropami, po czym opamiętuje się i ruszać zniszczyć wszystkich napastników. Wyczuwa Evila i rusza na polowanie. Spotyka go w opuszczonej wiosce, a przeciwnik zaskakuje go nową techniką walki. Z trudem udaje mu się odeprzeć atak wrogiego Tekkamana, lecz mimo problemów ratuje swoją siostrę przed Tekkamanem Evilem. Używając nowego systemu w Pegasie (Hi-Colt Vol Tekka) pokonuje przeciwnika. Po oddaniu krwi siostrze postanawia opowiedzieć, co naprawdę stało się na statku Argos i jak został Tekkamanem. Spędza ostatnie chwile ze swoją siostrą, w tym czasie niespodziewanie czwórka złych Tekkamanów dokonuje szturmu na bazę OSDG. Staje im naprzeciwko, ale po pewnym czasie wycofuje się z walki i rusza powstrzymać Generała Colberta. Gdy zawodzi słowna perswazja postanawia zniszczyć Pocisk Pherinium, co powoduje to kompletną destrukcję bazy EDF. Powracają do centrum dowodzenia zastaje je kompletnie zniszczone. Przez pięć miesięcy od tych wydarzeń podróżował i zwalczał Radam samodzielnie. Odkrył, że szczątki kryształu siostry dały mu dodatkową moc, dlatego postanowił zdobyć jeden kompletny kryształ i za jego pomocą dostać się na Księżyc. Ratuje Noala przed śmiercią z rąk Tekkamana Axe'a, a następnie ponownie spotyka starych przyjaciół i rusza z nimi w podróż na pokładzie pojazdu Green Earth. Podczas długiej podróży jemu i Noalowi nie udaje się przekonać burmistrza jedynego miasta w okolicy o użyczeniu energii do Green Earth. Broniąc mieszkańców miasta i generatora pokonuje olbrzymiego najeźdźcę. Ciągle wspomina swoją zmarłą siostrę. Powtórnie próbuje odebrać kryształ Tekkamanowi Axe'owi, ale ten zbiega z pola walki. Kilka dni później ratuje Lille z rąk Radam, a na ziemi kobiety spotyka Balzacka Asimova. Wybacza mu wszystkie niegodziwości jakich się dopuścił i zaprasza do Space Knights. Na pokładzie Green Earth przekracza Cieśninę Kaletańską, gdzie podczas morskiej podróży przypomina sobie o dziecięcych latach. Odnajduje Goddarda w angielskiej katedrze i kategorycznie odmawia przystąpienia do Radam. Staje do walki z Tekkamanem Axe'em, ale wpada w pułapkę zastawioną przez wroga. Mimo wszystko udaje mu się przechytrzyć Goddarda i zabija go; ale jego kryształ przepada. Zaczynają mu doskwierać problemy zdrowotne, gdyż Tekk-System po każdej przemianie wysysa dużo energii z jego ciała powodując powolną degradację ciała. Podczas odzyskiwania układu scalonego z kompleksu badawczego na Islandii zostaje zmuszony, aby pomóc Sol Tekkamanom. Traci wszystkie siły podczas walki z Radam. W ciężkim stanie zostaje przewieziony do nowej bazy OSDG. Odkrywa, że Freeman poznał prawdę o kwiatach Radam, a w podziemiach siedziby przechowywał naukowca pochłoniętego przez przekwitłą roślinę. D-Boy decyduje się na ryzykowną procedurę ulepszenia, aby kupić sobie trochę czasu. Przemiana się powodzi i otrzymuje dodatkowo niesamowitą moc. Przyjmuje postać Blaster Tekkamana i zabija Tekkamana Lance z całą armią Radam. Po walce zapadł w śpiączkę. Po przebudzeniu zaczyna się dziwnie zachowywać, zapomina o swoim pseudonimie. Idzie na grób Bernarda O'Toole'a i wylewa na jego grób I. W. Harper Kentucky Straight Boubbon Whisky. Poprzysięga mu, że zgładzi wszystkich Radam. Niespodziewanie jego brat bliźniak znajduje bazę i wyzywa na pojedynek D-Boya. Nie jest w stanie nawiązać równej walki z Evilem i wycofuje się z walki. Dowiaduje się o wpływie transformacji na jego ciało, ale mimo wszystko postanawia znowu walczyć z bratem. Zostaje pokonany i przybity do lodowca, gdzie zmienia się w Blaster Tekkamana. Przeciwnik zostaje uratowany przed śmiercią przez Tekkaman Sword. W konsekwencji D-Boy zapomina o amarylisie i Blue Earth. Nie zważając na kolejne komplikacje i ryzyko wyrusza z misją odbicia Orbitalnego Pierścienia. Razem z kompanami próbuje odzyskać przynajmniej jeden z Kosmicznych Portów. Poznaje żonę Bernarda O'Toole'a – Angele. Wpada w zakłopotanie, gdy uświadamia sobie, że niewiele na jego temat pamięta. Podczas walki napotyka na Matkę Radam. Zmienia się w Blaster Tekkamana i zabija ją, detonując przy okazji Kosmiczny Port. Po walce zostaje sam i dodatkowo zapomina o wydarzeniach związanych z rozbiciem kryształu i powstaniem Pegasa. W Kosmicznym Porcie nr 8 spotyka Sword i amnezja uniemożliwia mu zmianę w Tekkamana. Dopiero po interwencji Aki staje do walki. Jego Vol Tekka niszczy ostatni port. Po tych wydarzeniach i braku regularnych ataków najeźdźców zastępuje Noala w podróży na Daleki Wschód. Razem z Aki ostrzega skupiska ludzi przed kwiatami Radam i namawia do ewakuacji na Orbitalny Pierścień. Po ostrzeżeniu Tokio, Pekinu i Manili razem z Aki udaje się do rodzinnego domu, gdzie przypomina sobie o dziecięcych latach i relacjach z rodziną. W ogródku wykopuje kapsułę czasu, którą przygotował razem z bratem, gdy mieli po 10 lat. Jego nienawiść do Radam osiąga apogeum. Odpowiada na niespodziewane wezwanie brata. Rusza na Orbitalny Pierścień, żeby się z nim zmierzyć, lecz pierwszy pojedynek z bratem zostaje nierozstrzygnięty, gdyż zbliża się koniec limitu czasu D-Boya. Shinya daje czas na regenerację. D-Boy zabrania Aki zabijać brata, gdyż chce pozostawić to sobie. W drugiej odsłonie walki bracia przyjmują postać Blastor Tekkamana. Z całej potyczki zwycięsko wychodzi Takaya i odkrywa, że to Radam kontrolowali jego bliskich. D-Boy nie może sobie darować, że wcześniej o tym nie wiedział. Shinya przed śmiercią wyjaśnia mu wszystkie sprawy i oddaje swój kryształ. W szale i rozpaczy zostawia Aki, a następnie używa kryształu Evila, żeby dostać się na Księżyc. Duża ilość energii wyzwolona przez nowy kryształ powoduje kompletną utratę pamięci, ale D-Boy podnosi się i wpada niepowstrzymany szał. Kontynuuje swoją szarżę na Statek-Matkę i powtarza w kółko nazwę swych wrogów. Staje naprzeciwko Tekkamana Omegi i zostaje z łatwością przez niego pokonany. Przed śmiercią ratuje go Pegas, który zostaje zniszczony. Ostatni raz przyjmuje postać Blastor Tekkamana i zabija Omegę. Razem ze szczątkami statku spada na Ziemię. Po pewnym czasie od końca wojny razem z Aki osiedla się nad ulubionym morzem jego rodzeństwa. Uczy się od nowa podstawowych rzeczy po czujnym okiem ukochanej.
- Noal Vereuse (jap. ノアル・ベルース)

Jeden z głównych bohaterów anime, Ziemianin pochodzący z obszarów Ameryki Północnej, były wojskowy, członek organizacji naukowej Outer Space Development Group i specgrupy Space Knights (jap. スペースナイツ), pilot statku Blue Earth i Sol Tekkamana #2, przyjaciel Aki Kisaragi i Milly, bohater I wojny z Radam. Pasjonuje się piłką nożną. Razem z Aki Kisaragi dokonywał pobierania i selekcji próbek pobranych z roślin, które pojawiły się tuż po pierwszej inwazji Radam. W tymczasie odnalazł i dostarczył tajemniczego mężczyznę do bazy OSDG, był także autorem przydomka D-Boy (Dangerous Boy), które na stałe przywarło do głównej postaci anime. Udaje mu się odbić porwany statek Blue Earth z rąk D-Boya, a następnie ratuje go przed zniszczeniem w wyniku ataku laserowego. Jest świadkiem transformacji D-Boya w Tekkamana Blade'a To jeszcze mocniej utwierdza go w przekonaniu, że nie może ufać obcemu. Z wielką rezerwą przyjmuje polecenie Freemana o ściągnięciu D-Boya z powrotem do bazy. Staje się zakładnikiem Armii, gdy Generał Colbert próbuje przejąć kontrolę nad Tekkamanem Bladem. Okazuje się być jednym z tajnych członków nowej organizacji Space Knights założonej przez Freemana. Przez długi czas jest nieufny wobec D-Boya. W pokerze wygrywa z Hondą jego zabytkowy zegarek Quartz. W wyniku dezercji Tekkamana Blade'a podczas walki z „Devil of the Stratosphere” zmuszony jest sprowadzić Blue Earth z powrotem do bazy, ale nie udaje mu się uniknąć ataku Radam. Nienawidzi D-Boya za to, że przez jego ucieczkę w twardym lądowaniu ciężko ranna zostaje Aki. Noal podsłuchuje przeprosiny, które D-Boy skierował do nieprzytomnej Aki. Podczas operacji „Radam Ballon Attack” dowiaduje się od Milly, że Tekkamana Blade'a obowiązuje limit 30 minut. Od momentu, gdy zegar pokładowy Blue Earth zostaje uszkodzony kontroluje czas względem swojego zegarka. Po jego upływie kieruje statek w stronę D-Boya i zwiedziony wadliwymi wskazaniami uszkodzonego zegarka postanawia zabić Tekkamana. Blade unika ataku i bezpiecznie wraca na pokład Blue Earth. Po misji Noal i D-Boy dochodzą do porozumienia. Razem z D-Boyem i Aki rusza na pomoc tajemniczym ocalałym na Orbitalnym Pierścieniu, gdzie niszczą główny kryształ blokujący przemianę D-Boya w Tekkamana i ratują kompana. Sprowadza Blue Earth bezpiecznie na Ziemię. W ostatnim momencie dostarcza Pegasa w rejon Orbitalnego Pierścienia. Jest wściekły na wieść o kolejnej brudnej robocie zleconej przez Armię oraz fakcie, że na pokład swojego statku musi wziąć reportera Balzacka Asimova. Następnie razem z Aki i D-Boyem przyjmuje zlecenie Prezydenta Ziemi i podejmuje się eskorty floty transportowców przybywających z księżyca Jowisza – Io. Podejrzliwie podchodzi do dowódcy floty – dr Carl. Podczas ataku Radam ruchy statku flagowego odczytuje jako zdradę. Jakiś czas później bierze udział w Operacji Sunset jako pilot statku flagowego Blue Earth w oddziale Queen. Zaczyna podejrzewać, że amnezja D-Boya jest tylko blefem oraz przestaje ufać Chiefowi ze względu na jego bierność w sprawie uwolnienia D-Boya. Infiltruje siedzibę dowództwa EDF i odnajduje kompana. Widząc, że jest w stanie wpłynąć na D-Boya opuszcza więzienie i przypadkowo natrafia na tajne laboratorium EDF; zostaje pilotem-ochotnikiem nowo wyprodukowanego Sol Tekkamana #2. Jest wściekły na Freemana, że traktuje D-Boya jak zwykłą broń bez uczuć, ale później boleśnie przekonuje się o swojej pomyłce. Licząc na kupienie trochę czasu dla D-Boya, rusza jako pilot Sol Tekkamana #2. Staje naprzeciwko Tekkamana Evila, ale zostaje przez niego z łatwością pokonany i wzięty jako zakładnik. Evil porzuca go na rzecz dorwania Tekkamana Rapiera. Chcąc kupić czas dla D-Boya zasiada samotnie za sterami Blue Earth, a następnie statek zostaje poważnie uszkodzony i rozbija się. Kilka dni później staje na czele ekspedycji Space Knights poruszającego się w Green Earth. Podczas długiej podróży ratuje małego tubylcę Ralpha przed Radam. Zostaje ocalony przez Tekkamana Blade'a przed Axe'em. Jemu i D-Boyowi nie udaje się przekonać burmistrza jedynego miasta w okolicy o użyczeniu energii do Green Earth. Broniąc mieszkańców miasta i generatora pomaga pokonać olbrzymiego najeźdźcę. Później przyjeżdża do rodzinnej posiadłości Vereuse (herbu Róża). Przypomina sobie o surowym wychowaniu przez ojca oraz o tragicznej i szybkiej śmierci matki. Przeszukując dwór spotyka starego lokaja Christophera. Wyjaśnia mu, że ocalali z inwazji schowali się w bunkrze, a jego ojciec poległ broniąc ich przed Radam. Niespodziewanie miasto napada gang szabrowników „Hyenne” i porywają wnuczkę Christophera – Sophię, co zwraca to uwagę Radam. Noal razem z Tekkamanem Blade'em ratują Sophie i pokonują przeciwników. Vereuse oddaje swoją ziemię dzieciom, którymi opiekuje się Sophia. Przeszukując podziemia zamku w Marsylii odkrywa, że mała księżniczka Gloria jest najprawdopodobniej najnowszej generacji cyborgiem. W dalszej części podróży ratuje Lille z rąk Radam. Nazywa ją Różą Pustyni. Jest niezwykle poirytowany spotkaniem z Balzackiem Asimovem i mimo zapewnień D-Boya po dołączeniu Balzacka do Space Knights nadal mu nie ufa. Na pokładzie Green Earth przekracza Cieśninę Kaletańską. Ratuje Pegasa z oplątania przez Radam. Jego Sol Tekkaman #2 zostaje poważnie uszkodzony przez Tekkamana Axe'a. Bernard O'Toole zdradza mu, że dalsze przemiany D-Boya w Tekkamana doprowadzą do jego szybkiej śmierci. Razem z Balzackiem udaje się do podwodnej części kompleksu badawczego na Islandii i odnajduje poszukiwany układ scalony. W obronie przed Radam używa działa Pherinium, co powoduje silną eksplozję. Balzack wyciąga go na powierzchnię i ratuje życie. Broni nowej bazy OSDG przed potężną inwazją Radam. Następnie wyrusza odbić Orbitalny Pierścień z rąk Radam. Broni ludzi odpowiedzialnych za przywrócenie łączności. Po koleżeńsku oddaje misję ostrzeżenia Dalekiego Wschodu D-Boyowi. Podejmuje się razem z Balzackiem wyruszenia na pokładzie Blue Earth w stronę Księżyca. Po drodze napotykają Tekkaman Sword, a Asimov zamiast niego wsiada do Sol Tekkamana #2. Sword przed śmiercią poważnie uszkadza Blue Earth. Cudem udaje mu się przeżyć zniszczenie i upadek Blue Earth i zostaje poważnie ranny. Po I wojnie Radam udaje się odwiedzić Aki i D-Boya, gdzie spotyka tam też Heinricha von Freemana. Przekonuje się, że w przypadku Takayi amnezja jest wybawieniem od cierpienia.
- Aki Kisaragi (jap. アキ 如月)

Jedna z głównych bohaterek anime, Ziemianka pochodząca z rejonów Azji, programistka i znawczyni nowoczesnej technologii, członek organizacji naukowej Outer Space Development Group i specgrupy Space Knights (jap. スペースナイツ), nawigator statku Blue Earth, ukochana D-Boya, przyjaciółka Noala Vereuse, bohaterka I wojny z Radam. Przed upadkiem D-Boya na Ziemię prowadziła we współpracy z Noalem badania naukowe mające na celu odkrycie pochodzenia i zagrożenia jakie mogą stanowić rośliny „zasiane” przez Radam i pewnego dnia odnajduje, zabiera tajemniczego mężczyznę do bazy OSDG. Razem z Noalem odbija Blue Earth z rąk D-Boya. Jest świadkiem jego transformacji w Tekkamana. Aki stara się przełamać niechęć i brak zaufania D-Boya względem reszty ludzi, a przede wszystkim ignoruje ostrzeżenia Noala oraz z aprobatą przyjmuje polecenie Freemana o sprowadzeniu D-Boya z powrotem do bazy. Staje się zakładniczką Armii, gdy Generał Colbert próbuje przejąć kontrolę nad Tekkamanem Bladem oraz okazuje się być jednym z tajnych członków nowej organizacji Space Knights założonej przez Freemana. Cały czas stara się dotrzeć do D-Boya i zabiera go ze sobą na badania Lasu Radam. Obszar lasu znajdował się niedaleko rodzinnego miasta Aki, które niemalże zniknęło z powierzchni Ziemi. Potem pomaga Noalowi sprowadzić bezpiecznie Blue Earth po dezercji Tekkamana Blade'a w walce z „Devil of the Stratosphere”. Zostaje ciężko ranna, gdy uszkodzony statek spada na ziemię. Odzyskuje przytomność po zakończeniu misji „Radam Ballon Attack”. Razem z D-Boyem i Noalem rusza z misją ratunkową na Orbitalny Pierścień, a w konsekwencji wspiera D-Boya po zniszczeniu jego kryształu. Dostarcza Pegasa w rejon Orbitalnego Pierścienia. Podejmuje się zadania przeprogramowania komputera sterującego działami laserowymi. Jej działania zostają zniweczone przez przypadkowe uszkodzenie maszyny i nie jest w stanie zdezaktywować sekwencji bezpieczeństwa. Pomaga jej w tym Balzack Asimov. Razem z D-Boyem i Noalem przyjmuje zlecenie Prezydenta Ziemi oraz podejmuje się eskorty floty transportowców przybywających z księżyca Jowisza – Io. Bierze udział w Operacji Sunset jako dowódca oddziału Queen. W mieście przypadkowo napotyka na brata bliźniaka D-Boya i myli go z nim. Przestaje ufać Chiefowi ze względu na jego bierność w sprawie uwolnienia D-Boya. Infiltruje siedzibę dowództwa EDF i znajduje kompana. Nie jest w stanie wpłynąć na D-Boya i przekonać go do transformacji, a kilka minut później zostaje przez niego uratowana przed walącym się stropem. Po dalszych próbach zmiękcza serce obrońcy Ziemi. Zaczyna się podkochiwać w D-Boyu i zmienia swoje dotychczasowe zwyczaje. W kolejnej misji staje naprzeciwko Tekkamana Evila i odkrywa, że jest bratem bliźniakiem ukochanego. Dowiaduje się, że jest podobna do ich matki. Zostaje uratowana przez Pegasa, przed śmiercią z rąk Evila. W krytycznym momencie zasiada za sterami czołgu z prototypowym Działem Pherinium. Pomimo początkowego zyskania przewagi w walce z Tekkamanem Evilem czołg zostaje zniszczony, ale wychodzi cało z walki. Po zniszczeniu bazy OSDG zostaje członkiem ekspedycji w pojeździe Green Earth. Postanawia dla D-Boya nauczyć się zwykłych domowych prac oraz porzuca ateizm i staje się osobą wierzącą. Ratuje dziewczynkę z kwiatami od najeźdźców. Na pokładzie Green Earth przekracza Cieśninę Kaletańską. Podczas inwazji na nowe centrum dowodzenia broni Pegasa i D-Boya przed Tekkamanem Lance'em. Po części zaczyna się oswajać z myślą, że któregoś dnia D-Boy umrze. Pojmuje, że zakochała się w nim. Niespodziewanie odkrywa, że D-Boy ma problemy z pamięcią i dziwnie się zachowuje. Wyrusza z ekspedycją odbicia Orbitalnego Pierścienia. Przypomina D-Boyowi o zniszczeniu jego kryształu i roli Pegasa. Razem z D-Boyem ostrzega miasta Dalekiego Wschodu przed kwiatami Radam, a potem odwiedza rezydencję Aiba. Razem z D-Boyem udaje się na Orbitalny Pierścień. Powtórnie słyszy od Shinyi, że jest podobna do ich matki i chce zabić Evila, ale D-Boy jej zabrania. Gorliwie modli się za swego ukochanego. Po I wojnie z Radam osiedla się z D-Boyem nad ulubionym morzem rodziny Aiba. Poświęca cały swój czas niedołężnemu weteranowi.
- Heinrich von Freeman / Chief (jap. ハインリッヒ・フォン・フリーマン / チーフ)

Jeden z głównych bohaterów anime, Ziemianin nieznanego pochodzenia, albinos, od samego początku związany z EDF, założyciel i dowódca organizacji naukowej Outer Space Development Group oraz specgrupy Space Knights (jap. スペースナイツ), bohater I wojny z Radam. Dał się poznać jako wybitny strateg i utalentowany naukowiec, jak również zaawansowany programista. Wieloletni przyjaciel doktora Carla. Mimo że jego intencją było godne traktowanie D-Boya i pokonanie Radam to wielokrotnie był niesłusznie oskarżany przez podwładnych o nadużycia i obojętność. Przy pierwszym spotkaniu z D-Boyem od razu spostrzega, że młodzieniec kłamie. Chief orientuje się, że nieznajomy nie przebywał na Ziemi w początkowych fazach inwazji (nie ma pojęcia o skali zniszczeń jakie zadali Radam). Nie ufa mu i bacznie przygląda się jego poczynaniom, dodatkowo za wszelką cenę, chce więcej dowiedzieć się o Tekkamanie i jego związku z tajemniczymi Radam. Z tego powodu wydaje rozkaz Aki i Noalowi o bezzwłocznym sprowadzeniu D-Boya do bazy OSDG. Czasowo przekonuje D-Boya do pozostania w OSDG i zawiązuje z nim umowę. Próbuje uzyskać nowe informacje odnośnie do transformacji w Tekkamana i pochodzenia Radam, ale w ten czas nie uzyskuje satysfakcjonujących odpowiedzi. Analizy przeprowadzone przez jego podwładnych nie są w stanie rozpoznać składu chemicznego kryształu D-Boya. Staje się zakładnikiem Armii, gdy Generał Colbert próbuje przejąć kontrolę nad Tekkamanem Bladem, jak również okazuje się być organizatorem i założycielem tajnej grupy Space Knights. Kategorycznie odmawia oddania D-Boya w ręce EDF, za co baza OSDG zostaje zaatakowana przez siły wierne Generałowi Colbertowi. Osobista interwencja Prezydenta Ziemi ratuje bazę przed zniszczeniem. Zarządza rozpoczęcie „Projektu Pegas” mającego na celu przywrócenie możliwości transformacji przez D-Boya. Przyjmuje od generała Colberta zadanie zniszczenia dział laserowych Orbitalnego Pierścienia. Zdając sobie sprawę, że ilość celów jest olbrzymia, zleca załodze Blue Earth przeprogramowanie głównego komputera nadzorującego system obronny Pierścienia. W tym samym czasie podejrzewa, że Balzack Asimov jest szpiegiem na usługach Colberta. Nadzoruje eskortę dwunastu transportowców prowadzonych przez jego dawnego przyjaciela – dr Carla. W momencie oddzielenia się statku flagowego od reszty formacji domyśla się prawdziwych zamiarów naukowca. Próbuje przekonać Carla, aby bezsensownie się nie poświęcał, mimo to w ostateczności jest świadkiem jego śmierci. Po wielu bataliach Chief do końca nie wierzy D-Boyowi i podejrzewa, że jego potęga pochodzi od Radam. Postanawia zapisać dla bezpieczeństwa wszystkie zebrane dane na specjalnych dyskach. Nakrywa Balzacka przy próbie kradzieży danych odnośnie do Tekkamana. Mimo to, nie dekonspiruje go do momentu, aż ten pokonując wszystkie zabezpieczenia dostaje się do tajnego laboratorium. Chcąc odciążyć D-Boya od brzemienia jedynego obrońcy Ziemi, przekazuje dobrowolnie szpiegowi wszystkie uzyskane dane. W tajemnicy przed wszystkimi stwarza program pozwalający przejąć kontrolę nad kluczowymi zabezpieczeniami w więzieniu EDF. W krytycznym momencie opracowuje nowy, ulepszony system łączący technologię Ziemian z technologią Radam wzmacniający możliwości Vol Tekki D-Boya (Hi-Colt Vol Tekka). Po przewiezieniu Miyuki do szpitala OSDG odkrywa wszystkie karty przed Space Knights – potajemnie poznał prawdziwą tożsamość D-Boya i jego powiązanie z rodziną Aiba. Widząc, że nie są w stanie oprzeć się mocy wszystkich złych Tekkamanów ogłasza ewakuację bazy oraz pozostawia w niej wszystkie dane i wiadomości jakie udało im się uzyskać. Po wielu miesiącach przegrupował siły w nowej bazie na Alasce. Organizuje ludzi do odbudowy Blue Earth i Katapulty. Odbudowanym siłom Space Knights zleca odzyskanie ważnego układu scalonego, gdyż chce go wykorzystać do konstrukcji najnowocześniejszej broni przeciwko złym Tekkamanom. Gdy jeden z naukowców badających kwiat Radam został przez niego pochłonięty poznał prawdę o inwazji. Umożliwia D-Boyowi przedłużenie życia w wyniku ulepszenia go. Broni Pegasa i D-Boya przed Tekkamanem Lance'em. Po tych wydarzeniach sprowadza do bazy doktora Cohena, zlecając mu zbadanie i zdiagnozowanie przypadku D-Boya. Odkrywa prawdziwy plan inwazji Radam. Próbuje odkryć w jaki sposób Tekkamani komunikują się z Radam i podrzędnymi formami. Jest pewien, że ostateczna inwazja jest już bliska, dlatego decyduje się na trudny krok. Rozkazuje odbić Orbitalny Pierścień, umocnić pozycję w przynajmniej jednym z Kosmicznych Portów i przywrócić komunikację. Planuje wykorzystać strukturę jako schronienie dla ludzkości i bazę wypadową na Księżyc bez wykorzystywania ziemskich katapult. Nawołuje do ewakuacji całej ludzkości oraz nadzoruje jej przebieg. Udaje mu się wytworzyć Interference Spectrum Device – ostateczną broń, pozwalającą zdezaktywować Tekk-System, a następnie rozkazuje wykonać atak laserowy na Las Radam. Po I wojnie z Radam nadzoruje odbudowę starej bazy OSDG w Teksasie. Tłumaczy Noalowi, że amnezja w przypadku D-Boya jest wybawieniem od cierpienia.
- Milly (jap. ミリィ)

Ziemianka pochodząca z Ameryki Północnej, Łączniczka organizacji naukowej Outer Space Development Group oraz specgrupy Space Knights (jap. スペースナイツ), epizodycznie nawigator statku Blue Earth (w zastępstwie Aki Kisaragi), przyjaciółka Noala Vereuse, darzy wielkim szacunkiem swojego przełożonego Heinricha von Freemana. Specjalizuje się w programowaniu. Często przekomarza się z Levinem. Z wyglądu przypomina siostrę D-Boya – Miyuki Aiba. Przy pierwszym spotkaniu z D-Boyem zostaje wzięta jako zakładniczka, ale własnym sprytem udaje jej się uwolnić. Staje się zakładniczką Armii, gdy Generał Colbert próbuje przejąć kontrolę nad Tekkamanem Blade'em. Jest jednym z tajnych członków nowej organizacji Space Knights założonej przez Freemana. Zostaje wybrana na tymczasowego nawigatora Blue Earth w zastępstwie za Aki. Przed operacja „Radam Ballon Attack” D-Boy zdradza jej, że obowiązuje go limit 30 minut. W trakcie misji Milly początkowo kontroluje upływ czasu względem zegara pokładowego, jednakże miernik zostaje uszkodzony przez atak Radam. Zdesperowana dziewczyna zdradza sekret Noalowi. Jakiś czas później przez nieuwagę powoduje wybranie losowej (poprawnej) kombinacji składu chemicznego lepiszcza pomiędzy rozbitymi elementami kryształu. D-Boy zdradza jej, że przypomina mu jego młodszą siostrę Miyuki. Zostaje to później wykorzystane – udając Miyuki Aiba udaje jej się przerwać niekontrolowany szał Tekkamana Blade'a. Jako jedyna nie wątpi w zaangażowanie Chiefa w uwolnienie D-Boya. Dodatkowo od przełożonego otrzymuje program pozwalający przejąć kontrolę nad newralgicznymi elementami więzienia EDF. Pomaga Freemanowi w opracowaniu nowe systemu ulepszającego możliwości Vol Tekki D-Boya. Jak zawsze broni Chiefa przed oskarżeniami ze strony Noala. Po zniszczeniu bazy OSDG zostaje członkiem ekspedycji w pojeździe Green Earth. W czasie podróży zaprzyjaźnia się z Glorią i próbuje ją przekonać, aby opuściła zamek oraz pojechała z nimi. Gloria odmawia i stara się wymóc na Milly podobną decyzję, a potem podczas ataku Radam rozdziela się z Glorią. Razem z Aki opuszczają walącą się twierdzę. Kilka dni później na pokładzie Green Earth przekracza Cieśninę Kaletańską. Broni Pegasa i D-Boya przed Tekkamanem Lance'em.
- Honda / Old man (jap. 本田 / お爺さん)

Ziemianin pochodzący z rejonów Japonii, główny mechanik i konstruktor organizacji naukowej Outer Space Development Group oraz specgrupy Space Knights (jap. スペースナイツ). Zaufany człowiek dowódcy Freemana. Przyjaciel i współpracownik Levina. Uwielbia spędzać czas robiąc tradycyjne japońskie latawce. Próbuje powstrzymać D-Boya przed kradzieżą statku Blue Earth, ale zostaje ogłuszony. Staje się zakładnikiem Armii, gdy Generał Colbert próbuje przejąć kontrolę nad Tekkamanem Bladem. Jest jednym z tajnych członków nowej organizacji Space Knights założonej przez Freemana. Jako jeden z pierwszych przekonuje się do D-Boya. Przegrywa w pokera z Noalem swój zabytkowy zegarek Quartz. Po kilku misjach montuje na Blue Earth działa laserowe. Po operacji „Radam Ballon Attack” naprawia uszkodzony przez Noala zegarek (ten sam, który wcześniej przegrał grając w pokera). Za pomocą robota Pegasa naprawia Blue Earth po ostatniej misji. W „Projekcie Pegas” odpowiada za przekształcenie i uzbrojenie starej maszyny pomocniczej w wojownika nowej generacji obdarzonego formą uproszczonej sztucznej inteligencji. Nauczył D-Boya wykonywać japońskie latawce. Naprawił i uruchomił w Teksasie akcelerator cząstek z XXI wieku. Później w Pegasie instaluje nowy system wzmacniający Vol Tekke D-Boya (Hi-Colt Vol Tekka). Organizuje ludzi do odbudowy Blue Earth i Katapulty w nowej bazie na Alasce. Po kilku miesiącach zostaje ranny w wyniku potyczki z Tekkamanem Lance'em. Udaje mu się od nowa wybudować katapultę, a następnie montuje na Blue Earth działo Pherinium.
- Levin (Rebin) (jap. レビン)

Ziemianin nieznanego pochodzenia, główny konstruktor i inżynier organizacji naukowej Outer Space Development Group oraz specgrupy Space Knights (jap. スペースナイツ). Przyjaciel i współpracownik Hondy oraz często kłóci się i przedrzeźnia z Milly. Ubóstwia wygląd Tekkamana Blade'a. Bardzo dobrze gotuje. Próbuje powstrzymać D-Boya przed kradzieżą statku Blue Earth, ale ostatecznie napastnik wymusza na nim wskazanie właściwej drogi do hangaru. Staje się zakładnikiem Armii, gdy Generał Colbert próbuje przejąć kontrolę nad Tekkamanem Blade'em. Jest jednym z tajnych członków nowej organizacji Space Knights założonej przez Freemana. Jako jeden z pierwszych przekonuje się do D-Boya i dodatkowo zakochuje się platonicznie w sylwetce Tekkamana Blade'a. W „Projekcie Pegas” odpowiada za zaprojektowanie nowego materiału będącego lepiszczem pomiędzy zniszczonymi fragmentami kryształu, gdzie transformacja wywołuje powstanie bardzo silnego pola elektromagnetycznego. Wszystkie symulacje komputerowe kończą się niepowodzeniem. Dopiero przypadkowa ingerencja Milly powoduje wybranie prawidłowego składu chemicznego dla lepiszcza. Ulepsza silniki Pegasa, by był szybszy od najeźdźców oraz sztuczną inteligencję. Naprawia i aktywuje stary system obronny akceleratora cząstek z XXI wieku. Później zasiada za sterami czołgu z prototypowym Działem Pherinium. Pomimo początkowego zyskania przewagi w walce z Tekkamanem Evilem czołg zostaje zniszczony, ale wychodzi cało z walki. Po zniszczeniu bazy OSDG zostaje członkiem ekspedycji w pojeździe Green Earth. Odwiedza pub w kolejnym mieście na drodze ich wędrówki, gdzie w końcu poznaje niedobitki europejskich żołnierzy, którzy starają się zwabić Radam. Pierwszy raz w życiu spożywa piwo. Nawiązuje więź z kapitanem Anną White, która lepiej czuje się jako mężczyzna, a następnie przyłącza się do zbieraniny. Razem z panią kapitan zasiada za sterami działa neutronowego. Kilka dni później razem z Noalem poszukując wina w zamku odkrywają, że Gloria najprawdopodobniej jest zaawansowanym technologicznie cyborgiem. W dalszej części podróży na pokładzie Green Earth przekracza Cieśninę Kaletańską. Naprawia i ulepsza Sol Tekkamana #1. Zostaje ranny w wyniku potyczki z Tekkamanem Lance'em. Kilka dni później wyrusza z ekspedycją na Orbitalny Pierścień, gdzie jego głównym zadaniem jest przywrócenie łączności i kontroli nad systemami Pierścienia. Udaje mu się odzyskać kontrolę na działami laserowymi i częściom czujników. Uruchamia wszystkie brakujące systemy na Orbitalnym Pierścieniu. Przeprowadza atak laserowy na Las Radam i osłania ewakuujących się ludzi.
- Pegas † (jap. ペガス)

Początkowo robot pomocniczy w hangarze na wyposażeniu mechaników organizacji naukowej Outer Space Development Group. W „Projekcie Pegas” zostaje przekształcony w robota bojowego obdarzonego prostą sztuczną inteligencją, którego głównym celem jest umożliwić D-Boyowi transformację w Tekkamana. Levin implementuje nowy typ silników, aby zwiększyć prędkość robota, ulepsza możliwości i AI. Bernard O'Toole uczy go ballady „Danny Boy”. Zostaje poważnie uszkodzony przez szaleńczy atak Blade'a po przekroczeniu limitu czasu. Później zostaje naprawiony przez mechaników OSDG i ponownie wraca do służby Tekkamanowi Blade'owi. Ratuje Aki przed śmiercią z ręki Tekkaman Evila. Po kilku misjach Honda montuje nowy system wzmacniający Vol Tekke D-Boya (Hi-Colt Vol Tekka). W wyniku walk kryształ został osłabiony i powoli nadaje się do wymiany. Podczas podróży po Europie od robota Ruby uczy się fachu lokaja. Kilka dni później zostaje oplątany przez rośliny Radam, ale uwalniają go Sol Tekkamani. W krytycznym rajdzie do nowej bazy razem z Balzackiem Asimovem ratują ekspedycję przed Radam. Podczas akcji odbicia Pierścienia, gdy Angela zaczyna śpiewać „Danny Boy” spontanicznie dołącza się do niej. Pomaga D-Boyowi, gdy ten zapomina o swoim przeznaczeniu. Później zostaje przeprogramowany przez Aki, aby mógł umożliwić transformację Takayi. Ratuje swego kompana przed śmiertelnym ciosem Tekkamana Omegi, a w konsekwencji zostaje zniszczony. Kryształ ponownie rozpada się.

### Zjednoczone Siły Ziemi
Earth Defence Force (jap. 連合防衛軍) –
- Generał Colbert † (jap. コルベット)

Ziemianin, pochodzący z Ameryki Północnej, generał brygady Zjednoczonych Sił Ziemi (EDF). Jest skrajnym egoistą, o bardzo silnej i zaborczej osobowości. Jego głównym celem jest za wszelką cenę pokonanie Radam oraz pokłada wielkie nadzieje w najnowszych odkryciach i technologiach. Nieustającym pragnieniem jest uzyskanie kontroli nad Tekkamanem Bladem oraz wykorzystaniem go jako ostatecznej broni. Pod koniec pierwszego sezonu popada w obłęd. Generał Colbert dostrzega potencjał Tekkamana Blade'a obserwując z jaką łatwością zabija kolejnych Radam. Od tamtej pory jego wszystkie działania i knowania są ukierunkowane na przeciągnięciu D-Boya na stronę Armii. Pozbawiony możliwości zniszczenia odpadającego fragmentu Orbitalnego Pierścienia (sektora R-23) decyduje się na przywłaszczeniu sobie praw do Tekkamana Blade'a. Armia otacza bazę OSDG, a generał składa propozycję jej szefowi – Freemanowi. Bazę infiltrują jednostki specjalne – brązowe berety. Chief i D-Boy odrzucają jego prośbę, w konsekwencji wydaje rozkaz do ataku na bazę. Prezydent Ziemi osobiście ruga i powstrzymuje swojego podwładnego. Colbert wycofuje się z terenu OSDG. Zleca Space Knights wykonanie operacji „Radam Ballon Attack”. W przeciwnym wypadku grozi „konfiskacją” Tekkamana. Wpada we wściekłość na wieść o zniszczeniu kryształu D-Boya i zmuszony jest bezradnie patrzeć na wzmożone ataki laserowe ze strony Radam. Mimo śmierci Tekkamana Daggera ataki laserowe na powierzchnię Ziemi nie ustają. Z tego powodu Colbert zleca Space Knights misję unieszkodliwienia dział laserowych. Dodatkowo wysyła agenta Balzacka Asimova pod przykrywką bycia korespondentem wojennym z ramienia USP Wire. Bierze udział w Operacji Sunset jeden z głównodowodzących całym szturmem. Dowodzi misją powstrzymania Tekkamana Blade'a, który stracił nad sobą kontrolę po przekroczeniu limitu czasowego, ale wszystkie jego zabiegi spełzły na niczym. W akcie desperacji i chęci ochrony miasta pełnego ludzi dokonuje nieskutecznego ataku nuklearnego na D-Boya. W międzyczasie nadzoruje ukończenie projektu Sol Tekkaman. Przekazuje informacje o awansie dr Malrauxa i Balzacka za ich wkład w badania. Rozkazuje aresztować D-Boya za zdradę. Rozpoczyna i dowodzi w Operacji Heaven. Widząc potęgę inwazji Radam nakazuje znaleźć i odpalić Sol Tekkamana #2. Po porażce sił ziemskich zbiega z kwatery głównej. Popada w obłęd i chce zniszczyć za pomocą bomby Pherinium Orbitalny Pierścień. Nie dociera do niego, że prawdziwa baza Radam znajduje się po ciemnej stronie Księżyca. Zaślepiony swoim szaleństwem nie przyjmuje informacji nawet od Tekkamana Blade'a i kpi z jego ostrzeżeń. Ginie po detonacji Pocisku Pherinium.
- Balzack Asimov † (jap. バルザック・アシモフ)

Ziemianin pochodzący z obszarów Ameryki Północnej (młodzieńcze lata spędził w slumsach Nowego Jorku), wojskowy agent, cudownie ocalały po klęsce w Operacji Heaven rezygnuje z dalszej walki i zostaje pacyfistą. Przekonany przez swoją ukochaną Lille związuje się ze specgrupą Space Knights (jap. スペースナイツ), nawigator statku Blue Earth i pilot Sol Tekkamana #1, przyjaciel dr Malrauxa, bohater I wojny z Radam. Jako pierwszy człowiek wykorzystując tylko technologię Ziemian pokonuje złego Tekkamana (Sword). Swój heroiczny pojedynek przypłaca życiem. Zostaje oddelegowany przez generała Colberta do bazy OSDG, gdzie ma udawać reportera wojennego. Jego głównym celem jest poznanie szczegółów dotyczących technologii Radam i samego Tekkamana. Od momentu poznania D-Boya uważa, że jego amnezja jest sprytną zasłoną. Otrzymuje tylko szczątkowe informacje na tematy, które go interesują. Zastępuje Aki w momencie włączenia się systemu bezpieczeństwa uszkodzonego komputera nadzorującego działa laserowe. Wysyła fałszywe sygnały Radam, którzy atakują sektor 47. W czasie, gdy Space Knights są zajęci zwalczaniem najeźdźców pokonuje zabezpieczenia OSDG i dostaje się do tajnego laboratorium. Tam zostaje zdekonspirowany przez Freemana, jednakże niespodziewanie sam dowódca przekazuje mu wszystkie dane o Tekkamanie. Po wypełnieniu zadania opuszcza bazę OSDG. Razem z przyjacielem dr Malrauxem spotykają starego znajomego z paczki złodziejskiej i mszczą się na nim za zdradę sprzed 13 lat, zatruwając jego drinka. Zostaje awansowany przez Prezydenta Ziemi. Podczas niespodziewanego ataku Radam na zbiorniki Pherinium rusza na pomoc swojemu przyjacielowi. Udaje mu się uratować antymaterię, ale dr Malraux umiera na jego rękach. Rani D-Boya i nadzoruje jego aresztowanie. Bierze udział w Operacji Heaven, gdzie napotyka Tekkamana Evila. Mimo usilnych starań nie jest w stanie nawiązać z nim równorzędnej walki. Cudem unika śmierci z rąk nieprzyjaciela. Udało mu się powrócić na Ziemię, gdzie zostaje znaleziony przez Lillę i jej brata Ricka. Opiekują się nim troskliwie, a Balzack zakochuje się w kobiecie. Dochodzi do niespodziewanego spotkania z podróżującymi Space Knights. D-Boy mu wybacza wszystkie winy. Balzack nie chce powrócić do walki mimo usilnych próśb, dopiero po walce z Tekkamanem Axe'em wzrasta w nim nienawiść do Radam. Dołącza do Space Knights. Na pokładzie Green Earth przekracza Cieśninę Kaletańską. Ratuje Pegasa z oplątania przez Radam, ale jego Sol Tekkaman #1 zostaje poważnie uszkodzony przez Tekkamana Axe'a Razem z Noalem udaje się do podwodnej części kompleksu badawczego na Islandii. Ratuje kompana po jego błędzie użycia działa Pherinium pod wodą. Przez kolejne dni razem z Pegasem stawiają czoła przeważającym siłom Radam. Broni nowej bazy OSDG przed potężną inwazją Radam. Po wszystkim wyjaśnia D-Boyowi, że bardzo rani Aki, nie pozwalając mówić do siebie pseudonimem. Wyrusza z ekspedycją mającą na celu odbicie Orbitalnego Pierścienia z rąk Radam i dołącza do kompanii mającej za zadanie umocnienie pozycji w Kosmicznych Portach. Zostaje ranny w walce z Matką Radam, po czym udaje mu się bezpiecznie wrócić do reszty kompanów. Razem z Noalem wyrusza na Księżyc na pokładzie Blue Earth i po drodze spotykają Tekkaman Sword. Balzack decyduje się wsiąść do Sol Tekkamana #2 z wbudowanym Interference Spectrum Device. Udaje mu się trafić złego Tekkamana, ale działo nie spełnia w pełni swojego zadania. W wyniku dalszej walki udaje mu się pokonać Tekkaman Sword, ale sam przypłaca to życiem, spalając się w atmosferze.
- Bernard O'Toole † (jap. バーナード・オトゥール)

Ziemianin pochodzący z Irlandii, mąż Angeli, sierżant EDF, dowódca 4 Europejskiego Specjalnej Drużyny, weteran I i II bitwy o Statki Kosmiczne Wielkich Prędkości, bohater I wojny z Radam, koneser whisky. Wzór cnót dowódczych, w pełni oddany obronie Ziemi. Jego ulubioną balladą jest „Danny Boy”. D-Boya raczył określać mianem dzieciaka lub chłopczyka. Po śmierci Generała Colberta współpracował z OSDG. Zginął z ręki Tekkamana Lance'a, umożliwiając D-Boyowi dokończenie ewolucji. W pierwszych dniach inwazji Radam O'Toole otrzymuje zadanie odbicia Statków Kosmicznych Wielkich Prędkości znajdujących się w hangarach Orbitalnego Pierścienia. Brak informacji i rozpoznania powoduje, że drużyna Irlandczyka wpada w śmiertelną pułapkę. Tylko dowódcy udaje się ujść z życiem. Rok po porażce Bernard O'Toole dostaje powtórnie ten sam rozkaz i wraz z nowo sformowaną 4 Europejską Specjalną Drużyną udaje się Kosmiczną Windą w to samo miejsce, a Tekkaman Blade zostaje wysłany jako ratownik. Informacje ze sztabu EDF okazują się wyolbrzymione. Prowadzi to do sporu pomiędzy Bladem a Bernardem O'Toolem. Swój konflikt z D-Boyem postanawia rozwiązać poprzez konkurs w ilości wypitego whisky. Sierżant bez problemu wygrywa zawody. Uczy Pegasa ballady „Danny Boy”. Przy pomocy Tekkamana oczyszczają hangar z Radam. Irlandczyk przekazuje rzeczy osobiste poległym kompanom z I bitwy. Mimo powtórnego szturmu najeźdźców, Ziemianom udaje się przejąć pięć Kosmicznych Statków Wielkiej Prędkości. Po wielu miesiącach walk zostaje wysłany przez Freemana i odnajduje Tekkamana Blade'a pojedynkującego się z Tekkamanem Axe'em. Za pomocą prototypowego działa uwalnia młodzieńca z pułapki i przyczynia się do śmierci Axe'a. Przekazuje ocalałym film od Chiefa. Wyjaśnia nowym kompanom cel zdobycia układu scalonego z podwodnego kompleksu na Islandii. W nowej bazie broni Pegasa i D-Boya przed Tekkamanem Lance'em i przypłaca to życiem, a tuż przed śmiercią wypija jeszcze jeden łyk ulubionego whisky. Zostaje pochowany na cmentarzu w bazie. Na jego grób D-Boy wylał I. W. Harper Kentucky Straight Boubbon Whisky. Swojej żonie Angeli tradycyjnie zawsze zostawiał pistolet, aby mogła czuć się bezpiecznie.
- Podporucznik Watts †

Ziemianin pochodzący z obszarów Ameryki Północnej, podporucznik EDF, drugi pilot Statku Kosmicznego Wielkich Prędkości (Clubs ♦), przyjaciel łącznika Luisa. Za swoje zasługi i niezwykłe umiejętności (najlepsze wyniki na symulatorach) w bardzo młodym wieku awansuje w szczeblach EDF. Zostaje wytypowany jako drugi pilot i kompan weterana-pułkownika Cartera w Operacji Sunset. Zostaje zabity przez Tekkamana Evila.
- Pułkownik Carter †

Ziemianin pochodzący z obszarów Ameryki Północnej, weteran i pułkownik EDF, pierwszy pilot Statku Kosmicznego Wielkich Prędkości (Clubs ♦). Zostaje zabity przez Tekkamana Evila.
- Luis

Ziemianin pochodzący z obszarów Ameryki Północnej, łącznik EDF, przyjaciel podporucznika Wattsa.
- Dr Malraux † (jap. バーナード・オトゥール)

Ziemianin pochodzący z obszarów Ameryki Północnej (młodzieńcze lata spędził w slumsach Nowego Jorku), wojskowy naukowiec i „ojciec” programu Sol Tekkaman. Wykazywał się nadzwyczajnie wysokim ilorazem inteligencji (180 IQ). Po dostarczeniu danych od Balzacka Asimova podjął się ze swoim zespołem próby skopiowania technologii Tekkamana. Zwieńczeniem jego pracy był Sol Tekkaman #1. Razem z przyjacielem spotyka starego znajomego z paczki złodziejskiej. Mszczą się na nim za zdradę sprzed 13 lat, zatruwając jego drinka. Zostaje awansowany na kierownika grupy badawczej przez Prezydenta Ziemi. Stara się za wszelką cenę ochronić zbiornik z Pherinium i ginie zabity przez najeźdźców.
- Pułkownik Bogard †

Ziemianin pochodzący z obszarów Ameryki Północnej, pułkownik EDF, głównodowodzący siłami stacjonującymi w teksańskim akceleratorze cząstek. Nadzorował otrzymanie antycząstek. Zginął, broniąc zbiornik Pherinium przed Radam.
- Kapitan Anna White

Ziemianka pochodząca z obszarów Ameryki Północnej, kapitan EDF, dowódca niedobitków stacjonujących w jednym z opuszczonych miast. W zasadzce zastawionej przez Radam ginie jej ukochany, a zarazem przełożony. Przejmuje za niego dowództwo i od tamtej pory woli ubierać się oraz zachowywać jak mężczyzna. Pozbawiona nadziei razem z oddziałem postanawiają odwdzięczyć się najeźdźcom i zabić ich jak najwięcej, nim sami polegną. Kapitan poznaje Levina i zawiązuje się między nimi więź. Zabiera go do działa neutronowego. Radam wpadają w zastawioną pułapkę, ale Anna White zmienia plan i nie poświęca swoich kompanów. Po walce obiecuje Levinowi, że nigdy nie spocznie, póki nie wyrżnie Radam.
- Ace †

Ziemianin, jeden z doborowych żołnierzy EDF służących pod komendą Bernarda O'Toole'a. Po śmierci dowódcy porzuca wojsko i z niedobitkami dołącza do OSDG. Wyrusza z ekspedycją mającą na celu odbicie Orbitalnego Pierścienia. W drodze do Kosmicznego Portu zostaje zabity przez Matkę Radam.

### Radam
Radam (jap. ラダム) – Radam są rasą inteligentnych, kosmicznych pasożytów. Bardzo płodne istoty bardzo szybko potrzebowały nowej przestrzeni do życia. Nie posiadały potężnych ciał, które pozwoliłyby im na bezpośrednią ekspansję. Jedno z plemion stopniowo przejmowało kontrolę nad innymi istotami, aż natknęło się na ludzi. Radam uznali ludzkość za idealnych żywicieli posiadających wszystkie cechy, których im brakowało. Potwory Radam wykorzystane w pierwszej fazie inwazji nie są prawdziwymi najeźdźcami. Same uległy potędze Radam i zostały zasymilowane. Kosmici wykorzystują ich jako mięso armatnie, a powstałe proto-formy kwiatów mającą posłużyć do zawładnięcia umysłami ludzi.
- Fritz von Braun / Tekkaman Dagger † (jap. フリッツ・フォン・ブラウン ／ テッカマンダガー)

Ziemianin, członek załogi Argos, czwarty Tekkaman opuszczający Tekk-System, całkowicie podporządkowany Radam. Jego główną bronią są energetyczne strzały. Wygrywa pierwszą potyczkę z Tekkamanem Bladem, zostawiając mu bliznę przez lewe oko. D-Boy, Noal oraz Aki zastają Daggera regenerującego się po pierwszej walce z Bladem. Dochodzi do kolejnego starcia pomiędzy Tekkamanami, lecz tym razem Blade mocno uszkadza twarz Daggera. Mimo to Fritz nie daje za wygraną i próbuje zniszczyć Blue Earth, jednakże zostaje skutecznie powstrzymany przez Vol Tekkę Blade'a. Dagger po długiej regeneracji poprzysięga zemstę na zdrajcy, pozostawia bliznę na twarzy, aby mu przypominała o tym. Wysyła na Ziemię fałszywe wezwanie o pomoc. Space Knights odpowiadają na nie i zwiedzeni wpadają w pułapkę. Za pomocą specjalnych kryształów wywołujących „Interference Spectrum” powstrzymuje D-Boya przed transformacją. Pościg za ofiarą kończy się w przestrzeni kosmicznej. Plany Daggera krzyżuje załoga Blue Earth, niszcząc główny kryształ umieszczony na Kosmicznym Porcie nr 6. Tekkaman Blade ucieka z pola walki, a w konsekwencji działań Daggera jego kryształ ulega zniszczeniu. Następnie przeprowadza zmasowane ataki laserowe na Ziemię (niszczy m.in. Rzym) i postawia ludzkości ultimatum. Zaprzestanie dalszej agresji w zamian za wydanie D-Boya, a w przypadku odmowy zniszczy wszystkie największe miasta Ziemian. D-Boy własnymi środkami dostaje się w rejon Orbitalnego Pierścienia. Blue Earth przeszkodziło mu w zabiciu młodzieńca. D-Boy za pomocą Pegasa transformuje się w Tekkamana. Vol Tekka Blade'a zabija Daggera. We wspomnieniach ujawniono. że był jednym z członków, którzy gratulowali Kengo i Von Lee zaręczyn.
- Devil of the Stratosphere †

Przedstawiciel obcej rasy zniewolonej przez Radam. Bardzo duży osobnik wielkością ustępujący tylko Matce Roju. Chronił dojrzałe osobniki przed atakiem Ziemian. Został zabity przez Tekkamana Blade'a.
- Kengo Aiba / Tekkaman Omega † (jap. ケンゴ 相羽 ／ テッカマンオメガ)

Ziemianin, członek załogi Argos, trzeci Tekkaman opuszczający Tekk-System, całkowicie podporządkowany Radam. Został wybrany przez najeźdźców na przywódcę inwazji na Ziemię. Jest na stałe połączony ze zbroją oraz Statkiem-Matką. Wybudza się z letargu i planuje zemstę na zdrajcy. Wyczuwa śmierć Daggera, a następnie postanawia zastąpić go kolejnym wojownikiem. Jest rozczarowany postawą i kolejnymi porażkami Tekkamana Evila. Mocno obawia się duetu Tekkamana Blade'a i Tekkamana Rapiera. Przepowiada bliskie przebudzenie się pozostałej trójki Tekkamanów. Razem z Tekkamanem Evilem często wspomina stare czasy. Zamierza za wszelką cenę zabić D-Boya. Jest wściekły na Tekkamana Axe'a, że pozwolił na wybicie aż 52% Europejczyków. Przez jego samowolkę ilość Kwiatów Radam, które wyrosły w Europie, znacznie przekraczała ilość ocalałych. Wydaje zakaz atakowania i mordowania większej ilości osób. Po niemalże ukończonej procedurze naprawy Statku-Matki, wysyła Tekkamana Evila, aby ostatecznie zgładził zdrajcę. Sword nakazuje pilnować rozrostu kwiatów i przygotować się do ostatecznej inwazji. Jest zadowolony z zachowania i pracy Tekkaman Sword. Wysyła ją, by wsparła Evila w walce z Blade'em i nakazuje jej ze wszystkich sił chronić go. Jest zdziwiony, gdy dowiaduje się o ewolucji swojego największego wroga. Wie, że Shinya jest za słaby, by ten proces przeżyć i odmawia bratu dokonania podobnej przemiany. Chcą go chronić, zamyka w więzieniu i odbiera kryształ. Podczas samotnej walki Sword ze zdrajcą, nakazuje jej w ostatniej chwili uciec przed potęgą Blade'a. Uczucia sprzed zawładnięcia umysłu górują i ratuje narzeczoną. Zapada w sen i oddaje dowództwo ukochanej. Gdy przebudza się ze snu, uwalnia Statek-Matkę i kieruje go w stronę Ziemi. Do jego komnaty wlatuje Tekkaman Blade i uzmysławia sobie, że jego narzeczona i Shinya polegli. Oskarża D-Boya o bycie większym egzekutorem niż Radam i konsekwencję w zabijaniu rodziny. Po chwili spostrzega, że jego przeciwnik jest „warzywem”, w którym jedynie kipi nienawiść do Radam. Z łatwością pokonuje D-Boya. W zabiciu go na drodze staje mu Pegas. Rozbija go na części i powtórnie niszczy kryształ Takayi. Zostaje niespodziewanie zabity przez brata, który przyjął postać Blastor Tekkamana. Jego śmierć kończy I wojnę z Radam.
- Shinya Aiba / Tekkaman Evil † (jap. シンヤ 相羽 ／ テッカマンエビル)

Ziemianin, członek załogi Argos, piąty Tekkaman opuszczający Tekk-System, całkowicie podporządkowany Radam. Zastępuje Tekkamana Daggera zgładzonego przez brata. Przed przemianą miał silne kompleksy względem brata. Zawsze czuł się gorszy od swojego brata Takayi i za wszelką cenę chciał być od niego lepszy. Te negatywne cechy wykorzystali Radam i wzmocnili w nim nienawiść i chęć rywalizacji. Zaraz po przebudzeniu Tekkaman Evil niszczy i zabija całą załogę czterech Statków Kosmicznych Wielkich Prędkości. Wzywa mentalnie D-Boya na pojedynek. Potyczka zostaje nierozstrzygnięta, ale Evil poznaje słaby punkt przeciwnika. Prowadzi do zwycięstwa ekspedycję mającą na celu pozyskanie energii do dalszego wzrostu Radam i celowo przedłuża pojedynek z Bladem. Podstęp udaje się i jego brat bliźniak traci zmysły. Przekonany o swoim pełnym zwycięstwie dogląda dalszej inwazji na terenie Orbitalnego Pierścienia. Zostaje zaskoczony przez odrodzonego Tekkamana Blade'a i pokonany za pomocą Vol Tekki. Rozbija całą Operację Heaven przeprowadzoną przez EDF. Nie traci czasu, ulepsza się i opanowuje nową technikę walki – Psy Vol Tekka. Rusza na poszukiwanie swojej siostry Miyuki, która przed czasem wyrwała się z Tekk-Systemu. W opustoszałym miasteczku spotyka się z D-Boyem i Aki. Kobiecie wyjawia, że przypomina mu matkę. Chce zabić Aki, ale ratuje ją Pegas. W kontrze do Vol Tekki Tekkamana Blade'a używa nowej techniki i pokonuje brata, niespodziewanie opuszcza pole bitwy i rusza na dalsze poszukiwanie siostry. Po fiasku poszukiwań na Saharze udaje się do obudowywanej kwatery głównej EDF. Podszywając się za swojego brata D-Boya udaje mu się dostać w okolice bazy OSDG. Niszczy jej system obronny, pokonuje Sol Tekkamana #2 i czołg z prototypowym działem Pherinium. Porzuca bazę OSDG celem wyeliminowania Tekkamana Rapiera. Na drodze staje mu Blade, który za pomocą Hi-Colt Vol Tekki przebija się przez jego Psy Vol Tekke i zmusza do ucieczki. Regeneruje siły po starciu z D-Boyem. Ponownie rusza z trójką nowych Tekkamanów celem zabicia rodzeństwa. Niszczy ostatnie przejście ewakuacyjne bazy OSDG zamykając wszystkich pozostałych w niej pracowników w pułapce. Łapie Miyuki i w ostatniej chwili udaje mu się osłonić pozostałych Tekkamanów od samodestrukcji siostry. Zregenerował się po pochłonięciu energii z samozniszczenia siostry. Wraca do ostrych treningów. Razem z Tekkamanem Omegą przypomina sobie o dziecięcych latach – nienawidził tego, że ojciec zawsze faworyzował Takayę. On, mimo że bardziej się starał zawsze był słabszym. Odzyskuje pełnie sił, po czym zostaje wysłany przez Tekkamana Omegę, aby znalazł i zabił Blade'a. Od Tekkamana Sword dowiaduje się, że Lance bez żadnej zgody sam spróbował się zmierzyć ze zdrajcą na Alasce. Odnajduje tam bazę OSDG i rzuca wyzwanie bratu. Jego możliwości po treningu wyraźnie się podniosły. Pokonuje brata, ale on zbiega. W kolejnej potyczce przybija go do lodowca. Niespodziewanie Blade przyjmuje postać Blaster Tekkamana. Przed śmiercią ratuje go Sword i pobity wraca na Statek-Matka. Domaga się otrzymania takiej samej mocy jak ma jego brat. Nie może się pogodzić z odmową Tekkamana Omegi i zostaje zamknięty w więzieniu, tracąc kryształ. Jego gniew i nienawiść do Takayi jeszcze mocniej wzrasta. Bezskutecznie błaga brata o wypuszczenie i umożliwienie walki z Takayą. Tekkamana Sword, korzystając ze swoich przywilejów, pozwala Shinyi zmienić się w Blastor Tekkamana. Zostaje uwolniony i poddaje się procesowi. Po ewolucji odczuwa silne skutki uboczne, ale mimo to wyzywa swego brata na pojedynek. Spotykają się na Orbitalnym Pierścieniu. W pierwszym pojedynku z bratem dostrzega, że kończy mu się limit czasu, ale pozwala mu honorowo wypocząć. Staje naprzeciwko Aki, która chce go zastrzelić. Znowu przypomina jej, że bardzo przypomina ich matkę. Powtórnie mierzy się z D-Boyem. Oboje przyjmują postać Blastor Tekkamana, ale mimo to Shinya przegrywa pojedynek i zostaje śmiertelnie ranny. Na krótko przed śmiercią zostaje uwolniony spod kontroli Radam. Wyjawia wszystkie tajemnice bratu i oddaje mu swój kryształ. Był dumny z tego, że mógł zmierzyć się w końcu z bratem jak równy z równym. Umiera w wyniku odniesionych ran.
- Goddard / Tekkaman Axe † (jap. ゴダード / テッカマンアックス)

Ziemianin nieznanego pochodzenia, przyjaciel Kouzou Aiba i mistrz sztuk walki trenujący jego dwóch synów bliźniaków. Był jednym z uczestników wyprawy badawczej statku Argos, gdzie odpowiadał za elektronikę. Razem z Tekkamanem Lance i Sword jako ostatni opuścił Tekk-System. Był całkowicie podporządkowany Radam. Poczuwał się do misji ochrony Shinyi przed bratem (traktował to jako przedłużenie obietnicy złożonej D-Boyowi). Zaraz po opuszczeniu Tekk-Systemu wyrusza razem z trzema innymi złymi Tekkamanami, aby zniszczyć bazę OSDG i „krzyżuje” Miyuki Aiba. Pięć miesięcy po zniszczeniu bazy OSDG ściera się bez rezultatu z Tekkamanem Blade'em. Na pustkowiu odnajduje Space Knights. Zostaje pokonany przez zjednoczone siły Sol Tekkamanów #1, #2 i Tekkamana Blade'a. Zbiega z pola walki. W jednej z angielskich katedr oczekuje na przybycie Tekkamana Blade'a. W przeszłości uczył Takayę i Shinyę sztuki przetrwania i walki. Spotyka się z D-Boyem w katedrze i próbuje go przeciągnąć na stronę Radam, ale nieskutecznie. Wyzywa go na pojedynek, lecz zostaje pokonany przez Tekkamana Blade'a. W celu ochrony swojego kryształu używa przed śmiercią Vol Tekki. We wspomnieniach przedstawione jest, iż Takaya początkowo uważał, że to Goddard zaręczył się z Von Lee.
- Molotov / Tekkaman Lance † (jap. モロトフ / テッカマンランス)

Ziemianin pochodzący z rejonów Rosji. Był jednym z uczestników wyprawy badawczej statku Argos. Razem z Tekkamanem Axe'em i Sword jako ostatni opuścił Tekk-System. Był całkowicie podporządkowany Radam. Był najbardziej dumnym, niepokornym i pysznym z grona złych Tekkamanów, często też wywyższał się. Jako jedyny ze złych Tekkamanów zachował pewną autonomię i sprzeciwiał się rozkazom Tekkamana Evila, za wszelką cenę próbował przypodobać się Omedze. Zaraz po opuszczeniu Tekk-Systemu wyrusza razem z trzema innymi złymi Tekkamanami, aby zniszczyć bazę OSDG i „krzyżuje” Miyuki Aiba. Spotyka się ze Sword, aby omówić swój plan. Sprzeciwia się woli Tekkamana Evila, aby zostawić jemu zabicie zdrajcy. Lance pragnie pokazać, że jest lepszy od pupila Omegi. Nie zważa na ostrzeżenia Sword i prowadzi Radam do ataku na nową bazę OSDG w momencie, gdy D-Boy próbuje się ulepszyć. Przenika do wnętrza kompleksu oraz odnajduje miejsce, gdzie D-Boy przechodzi ewolucję. Pewny swego zwycięstwa nie pojmuje sytuacji, w której się znalazł. Lekceważy wszelkie zagrożenie. Zabija Bernarda O'Toole'a, który próbuje kupić jeszcze trochę czasu dla chłopaka. Zostaje zabity przez Blaster Tekkamana Blade'a. We wspomnieniach ujawniono, że był jednym z członków, którzy gratulowali Kengo i Von Lee zaręczyn.
- Von Lee / Tekkaman Sword † (jap. フォン・リー / テッカマンソード)

Ziemianka pochodząca z rejonów Chin. Była jednym z uczestników wyprawy badawczej statku Argos. Tuż przed wylotem okazało się, że zaręczyła się ze swoim ukochanym Kengo. Razem z Tekkamanem Axe'em i Lance jako ostatnia opuściła Tekk-System. Była całkowicie podporządkowana Radam i fanatycznie kochała Tekkamana Omegę. We wszystkim słuchała narzeczonego i ciągle była gotowa za niego zginąć. Poległa z ręki Balzacka Asimova, próbując za wszelką cenę nie dopuścić Ziemian do Statku-Matki. Zaraz po opuszczeniu Tekk-Systemu wyrusza razem z trzema innymi złymi Tekkamanami, aby zniszczyć bazę OSDG i „krzyżuje” Miyuki Aiba. Spotyka się z Tekkamanem Lance'em i jest kategorycznie przeciwna jego planom samotnego zabicia zdrajcy. Ostrzega go przed konsekwencjami. Jej perswazje okazują się słabe i Lance wyrusza na nową bazę OSDG. Tekkaman Omega zleca jej opiekę nad kwiatami. Informuje Tekkamana Evila o samowolce Lance'a. Zostaje doceniona przez Tekkamana Omegę. W ostatniej chwili ratuje życie Evilowi. Niszczy własnoręcznie sześć z ośmiu Kosmicznych Portów i uwalnia Matkę Radam, nakazując jej pożywić się własnymi dziećmi. Tak naładowanego potwora wysyła przeciwko Tekkamanowi Blade'owi. Podstęp się udaje i D-Boy sam doprowadza do zniszczenia siódmego portu. W Kosmicznym Porcie nr 8 spotyka Takayę, gdzie odkrywa, że traci on pamięć. Próbuje go bezskutecznie przeciągnąć na stronę Radam. Omega w ostatniej chwili rozkazuje jej uciekać przed Vol Tekką Blade'a. Zostaje jej przekazane tymczasowe dowództwo nad Radam i musi opiekować się Evilem. Pozwala Tekkamanowi Evilowi zmienić się w Blastor Tekkamana. Uwalnia go i oddaje kryształ. Odkrywa, że ludzie chcą szturmować Statek-Matkę na Księżycu, toteż staje na drodze Blue Earth. Zostaje trafiona z Interference Spectrum Device, ale częściowo opiera się jego wpływowi. Ostatkiem sił rani i wrzuca w atmosferę Balzacka Asimova. Tuż przed śmiercią resztkami sił niszczy Blue Earth, omal nie zabijając przy tym Noala.
- Matka Radam †

Zasymilowana przez Radam władczyni kosmicznego roju. Jej zadaniem było rodzenie nowych potworów odpowiedzialnych za inwazję. Po zakończeniu jej zadania i ostatnich dniach przed zakwitnięciem kwiatów zostaje uwolniona przez Tekkaman Sword. Zostaje zmuszona do zjedzenia własnych dzieci i jako żywa bomba wysłana przeciwko Tekkamanowi Blade'owi. Zabija prawie wszystkich żołnierzy w ekspedycji. Poważnie rani Balzacka Asimova. Blade zabija ją i doprowadza do detonacji, czego rezultatem jest zniszczenie jednego z Kosmicznych Portów.

### Postacie niezrzeszone
- Prezydent Ziemi

Ziemianin, tajemnicza postać pojawiająca się tylko w jednym z odcinków. Nie jest pokazana jego sylwetka, a górna część twarzy jest zasłonięta. Nieznane są metody wyłonienia go na to stanowisko. Jest najwyższym zwierzchnikiem sił EDF. Wydaje bezpośrednie zarządzenie o bezpiecznym sprowadzeniu ładunków z Jowisza na Ziemię. Po sukcesie projektu Sol Tekkaman awansuje Balzacka Asimova i dr Malrauxa.
- Dr Carl †

Ziemianin nieznanego pochodzenia. Przyjaciel Heinricha von Freemana. Był pacyfistą, ekologiem i przeciwnikiem tworzenia Zjednoczonych Sił Ziemi (EDF), które oskarżał o bezmyślne niszczenie przyrody. Po porażce swojego stanowiska opuścił rodzinę na Ziemi i udał się na jeden z księżyców Jowisza – Io. Ziemianie rozpoczęli tam terraformowanie powierzchni. Dr Carl zdecydował się przysłać na Ziemię próbki roślin oraz zebrane surowce i energię. Flota, którą dowodził składała się z transportowców zdolnych dokować tylko na Orbitalnym Pierścieniu. Podróżnicy nie mieli pojęcia o rozpoczętej inwazji przez Radam. Naukowiec przyjął pomoc od ludzi swojego dawnego przyjaciela. Fałszywym przekazem radiowym zwabia Radam. Zdradza swoje prawdziwe zamiary i kieruje transporter wypełniony tajemniczą substancją D (jak sam stwierdził pochodzącą od angielskiego słowa dangerous – niebezpieczny). Przed wejściem w atmosferę zostaje śmiertelnie ranny przez najeźdźcę. Przekazuje D-Boyowi bransoletę ze zdjęciem rodziny oraz ostatnie wskazówki. Nie są znane motywy, dlaczego dr Carl zebrał ze sobą taką ilość substancji D nie wiedząc wcześniej o inwazji Radam.
- Reida †

Ziemianin pochodzący z rejonów Ameryki Północnej. Dołączył do złodziejskiej paczki Balzacka Asimova i dr Malrauxa. Podczas ostatniego wspólnego napadu sprzedał kompanów nowojorskiej policji. Po 13 latach przypadkowo dochodzi do ponownego spotkania w jednym z pubów. Zostaje otruty przez dr Malrauxa w „podzięce” za poprawienie ich doli i zwrócenie w stronę Armii.
- Miyuki Aiba / Tekkaman Rapier † (jap. ミユキ 相羽 / テッカマンレイピア)

Ziemianka pochodząca z Japonii, najmłodszy członek rodziny Aiba (jap. 相羽), członek załogi Argos, znana również jako Tekkaman Rapier (jap. テッカマンレイピア), ukochana siostra Takayi Aiba, bohaterka I wojny z Radam. Była szóstym w kolejności Tekkamanem, który opuścił Tekk-System. Poświęciła się, żeby bronić swojego brata i jego przyjaciół przed Radam. Udało jej się wydostać z Tekk-Systemu tuż przed momentem, aż Radam przejmą nad nią kontrolę, po czym zbiegała ze Statku-Matki i ruszyła na samotne poszukiwania brata. Trafia na Saharę, gdzie zostaje przygarnięta przez beduinów. Broni ich przed Radam, ale w konsekwencji zostaje odrzucona przez jej „przerażający” wygląd jako Tekkamana. Zostaje odnaleziona przez żołnierzy EDF. Dowiaduje się od nich, gdzie może znaleźć brata i momentalnie udaje się w pobliże tego miejsca. Zostaje zaatakowana i ciężko raniona przez Tekkaman Evila, jednakże Blade ratuje ją przed śmiercią. Mimo to traci przytomność i zostaje hospitalizowana w bazie OSDG. Wyjawia, że tak samo jak jej ojciec została odrzucona przez Tekk-System i z czasem jej ciało ulegnie zniszczeniu. Zdradza sekret położenia prawdziwej bazy Radam, zapoznaje sprzymierzeńców z ilościom Tekkamanów i kto nimi dowodzi. Spędza ostatnie chwile z bratem w miejscach, które były dla nich ważne. Próbuje uratować przyjaciół swojego brata i staje do samotnej walki ze złymi Tekkamanami. Zostaje pochwycona i „ukrzyżowana” przez nich. Detonuje się, aby ratować swojego brata. W późniejszych wspomnieniach przedstawiana jest jak cieszy na wieść o zaręczynach Kengo z Von Lee. Wpada na pomysł, aby ślub wzięli na orbicie Saturna.
- Kouzou Aiba † (jap. 孝三 相羽)

Ziemianin pochodzący z Japonii, głowa rodziny Aiba (jap. 相羽), dowódca statku Argos i wyprawy w okolice Saturna; Tytana, profesor astrofizyki oraz bohater I wojny z Radam. Był pierwszym człowiekiem, który opuścił Tekk-System. Jego silny układ odpornościowy nie pozwolił dokończyć przemianę, dzięki czemu nie został podporządkowany najeźdźcom, ale zaszły w jego ciele nieodwracalne zmiany prowadzące powoli do degradacji ciała. Uwolnił z systemu swojego syna Takayę. Wyjaśnił mu dokładnie zamiary Radam i nakazał zapomnieć o swojej tożsamości. W pobliżu Księżyca dokonał samozniszczenia statku Argos poważnie uszkadzając Statek-Matkę i zmuszając go do lądowania na naturalnym satelicie Ziemi. We wspomnieniach synów przedstawione było, iż kochał tak samo Takayę i Shinyę, ale wyraźnie faworyzował tego pierwszego. Podczas ciężkiej wyprawy bracia bliźniacy wpadli do rzeki i zostali porwani przez wartki nurt. Shinya został uratowany przez ojca i Goddarda. Takaya został zmuszony do wyjścia o własnych siłach. Podchwytuje, również pomysł Miyuki oraz aprobuje zawarcie ślubu przez Kengo i Von Lee na orbicie Saturna.
- Ralph

Nastoletni Ziemianin, gorąco wierzący w istnienie tzw. „Białego Ducha” – tajemniczego obrońcy Ziemi. Zostaje uratowany przez Noala, a potem przez Tekkamana Blade'a.
- Christopher

Wierny lokaj rodziny Vereuse, dziadek Sophii. Po śmierci swojego Pana formalnie stał się liderem ocalałych po inwazji Radam. Wszyscy schronili się w bunkrze ukrytym pod basenem. Sam Christopher wychodził od czasu do czasu na obchód doglądając majątku rodu Vereuse. Po latach do włości powrócił dziedzic – Noal.
- Sophia

Wnuczka lokaja rodziny Vereuse – Christophera. Przyjaciółka z lat dziecięcych Noala Vereuse. Udało jej się przeżyć inwazję Radam. Schroniła się razem ze wszystkimi ocalałymi w specjalnym bunkrze. Opiekuje się dziećmi, głównie sierotami. Po powrocie dziedzica rodu poprosiła go, by nauczył jej pociechy gry w piłkę. Zostaje porwana przez gang szabrowników „Hyenne”. Zostaje odbita przez Noala i Tekkamana Blade'a.
- Gloria

Nastoletnia pani na zamku w Marsylii. Usługuje jej wierny robot Ruby. Od dłuższego czasu oczekuje powrotu swojego dziadka. Razem z Rubym podczas ataku Radam skryła się w schronie. Mocno zaprzyjaźnia się z Milly. Do końca nie zostało wyjaśnione kim naprawdę była. Noal i Levin odnajdują tajną pracownię dziadka Glorii. Znajdują tam tajemnicze zdjęcie sprzed 23 lat, na którym widniała Gloria dokładnie w tym samym wieku (miała wtedy obchodzić czternaste urodziny). Dodatkowo w całej pracowni były elementy i części zbyt zaawansowane, aby mogły służyć Ruby'iemu. Noal podejrzewał, że dziewczyna mogła być cyborgiem.
- Ruby

Robot – lokaj starej generacji (ponad pięćdziesiąt letni) wykazujący rozwiniętą sztuczną inteligencję. Wiernie służy swojej pani Glorii. Nawiązał specyficzną więź z Pegasem. Nauczył go swojego fachu. Podczas ataku Radam został uszkodzony, mimo to, razem z Glorią schronił się w bunkrze pod zamkiem.
- Lille

Kobieta samotnie opiekująca się młodszym bratem Rickiem i uprawiająca ziemię na odludziu. Znajduje półżywego Balzacka Asimova i bierze go pod opiekę. Zakochuje się w nim. Po wielu miesiącach od tego wydarzenia zostaje uratowana przez Space Knights. Sprowokowany Balzack opowiada jej o całej swojej mrocznej przeszłości. Udaje jej się namówić go do stawienia czoła swoim wadom i przeszłości. Wie, że jest w ciąży z Balzackiem, ale z niewiadomych powodów nie dzieli się ową informacją przed jego odejściem. Razem z bratem stara się ewakuować na Orbitalny Pierścień. Wyczuwa, że coś złego przytrafiło się jej ukochanemu. Ostatni raz pojawia się, gdy obserwuje przy Kosmicznej Windzie pojedynek Tekkamana Blade'a z Tekkamanem Evilem.
- Rick

Młodszy brat Lille. Od kiedy odnalazł Balzacka Asimova na pustkowiu, jego życie się zmieniło. Bardzo zżył się z nowym domownikiem i przez to bardzo przeżywa jego odejście z Space Knights. Razem z siostrą stara się ewakuować na Orbitalny Pierścień. Obserwuje przy Kosmicznej Windzie pojedynek Tekkamana Blade'a z Tekkamanem Evilem.
- Dr Cohen

Specjalista neurologii, zaproszony przez Freemana do bazy na Alasce. Jego zadaniem była diagnoza D-Boya, który zapadł w śpiączkę. Początkowo w badaniach nie doszukuje się żadnych zmian, ani anomalii. Późniejsze wydarzenia i dziwne zachowanie pacjenta zmusza go do rewizji poglądu. Odkrywa bardzo subtelne zmiany i degradację neuronów. Dochodzi do wniosku, że przemiana w Blaster Tekkamana będzie powodowała dalsze uszkodzenia mózgu objawiające się amnezją i trudnościami z koordynacją.
- Angela †

Żona Bernarda O'Toole'a. Po śmierci swojego ukochanego spontanicznie dołącza do ekspedycji na Orbitalny Pierścień. Chce jak najwięcej dowiedzieć się o ostatnich dniach męża od D-Boya. Na jej nieszczęście młodzieniec stracił te fragmenty pamięci. Razem z Pegasem śpiewa balladę „Danny Boy”. Bohatersko stawia czoło Matce Radam, rzuca się na pomoc Sol Tekkamanowi #1 i Blade'owi. Ginie w wyniku eksplozji potwora.

## Maszyny i budowle
- Orbitalny Pierścień (jap. オービタルリング)

Największa ludzka konstrukcja pełniąca role głównie ośrodka transportującego (za pomocą licznych wind kosmicznych), centrum militarnego, handlowego i mieszkalnego. Duży system dział laserowych umożliwia likwidowanie kosmicznych śmieci oraz meteoroidów zagrażających konstrukcji i Ziemi. Budowla zawiera osiem Portów pozwalających statkom startowanie i lądowanie przy słabszej grawitacji. Podczas I wojny z Radam zostaje przejęta przez siły wroga i przystosowana do roli bazy wypadowej. Po śmierci Tekkamana Daggera, Aki i Balzackowi Asimovowi udaje się dezaktywować komputer kontrolujący działa laserowe. W wyniku przeprowadzenia Operacji Sunset zostają zniszczone cztery generatory dostarczające energię Pierścieniowi. Kolejna Operacja Heaven miała na celu odbicie i umocnienie pozycji w Windzie Kosmicznej. Zakończyła się ona totalną porażką sił Ziemi i przebudzeniem wielkiego potencjału Radam. Generał Colbert chciał zniszczyć Orbitalny Pierścień myśląc, że jest to główna baza Radam. Tuż przed ostateczną inwazją Freeman decyduje się odzyskać kontrolę i komunikację na Pierścieniu. Budowla staje się bazą wypadową na Księżyc i schronieniem dla ludzkości. Freeman wysyła swych ludzi, aby ostrzec Ziemian przed kwiatami Radam i nakłonić do natychmiastowej ewakuacji na Pierścień. Od tej pory, aż do końca wojny to miejsce zostaje jedyną bezpieczną kolebką ludzkości.
- Blue Earth (jap. ブルーアース号)

Statek kosmiczny będący własnością organizacji naukowej Outer Space Development Group (OSDG). Jego głównym projektantem i wykonawcą był Honda. W momencie przybycia Tekkamana Blade'a na Ziemię jest to ostatni statek w rękach Ziemian, który może wynieść ludzi i towar na orbitę okołoziemską. Do startu wymagane jest użycie specjalnie skonstruowanej katapulty. Pilotem statku był Noal Vereuse, nawigatorem Aki Kisaragi (raz w zastępstwie Milly oraz Balzack Asimov). Pierwotna wersja była nieuzbrojona, a jedyną jego ochroną było pole siłowe. Po walce Tekkamana Blade'a z "Devil of the Stratosphere" zostaje poważnie uszkodzony i rozbija się na powierzchni Ziemi. Podczas naprawy Honda montuje na statku działa laserowe. W Operacji Sunset jest statkiem flagowym oddziału Queen. Zostaje zniszczona przez Tekkamana Evila. Po wieu miesiącach zostaje odbudowana w nowej bazie OSDG na Alasce. Odbywa kilka udanych próbnych lotów. Honda montuje dodatkowe, jedno działo Pherinium. W drodze na Księżyc zostaje ponownie zniszczony przez Tekkaman Sword.
- Katapulta (jap. カタパルト)

Budowla pozwalająca statkom kosmicznym Ziemian na tanie i szybkie docieranie do przestrzeni kosmicznej. Idea opiera się na wykorzystaniu materiałów nadprzewodzących i efektu Meissnera pozwalającego na beztarciowe rozpędzenie maszyny. Konstrukcje zostały wyparte przez pojawienie się Kosmicznych Wind umożliwiających przenoszenie wielkich ciężarów prosto do Orbitalnego Pierścienia i Kosmicznych Portów. Podczas wojny z Radam i w wyniku utraty kontroli nad Pierścieniem powróciły do czynnego użytku. Najczęściej wykorzystywaną katapultą była konstrukcja wykonana przez Outer Space Development Group. Zostaje ona zniszczona przez złych Tekkamanów podczas oblężenia bazy. Nowa katapulta zostaje zbudowana przez Hondę i jego ludzi na Alasce.
- Kosmiczny Statek Wielkich Prędkości

Pojazd transportowy, którego zadaniem jest szybkie przenoszenie dużych ilości uzbrojenia i ludzi. Mimo że głównie służy do wykonywania lotów kosmicznych to jest przystosowany do startów z wykorzystaniem katapult na Ziemi. Jego posiadanie stało się kluczowe podczas I wojny z Radam. Z tego powodu Ziemianie stoczyli dwie bitwy celem odbicia statków z Orbitalnego Pierścienia. Cztery jednostki zostały wykorzystane w Operacji Sunset. Po jej zakończeniu zostały niespodziewanie zniszczone przez Tekkamana Evila.
- Sol Tekkaman (jap. ソルテッカマン)

Ziemskie kopie technologii przyniesionej przez Radam. Były to zbroje wzorowane na możliwościach i osiągach Tekkamanów, jednakże dopiero u schyłku końca I wojny z Radam uzyskały mocy pozwalającą skutecznie walczyć z pierwowzorami. Oficjalnie zaprojektowano i wdrożono Sol Tekkamana #1 i #2. Zbroje przede wszystkim stanowiły egzoszkielet wspomagany izolujący od nieprzyjaznego środowiska (przestrzeń kosmiczna, woda) oraz wzmacniały potencjał pojedynczego żołnierza. Główną bronią Sol Tekkamana było Działo Pherinium, którego nabojami były cząstki antymaterii. Pherinium bardzo gwałtownie reaguje z cząsteczkami wody. Przekonał się o tym Noal, gdy użył głównej broni pod wodą, uszkadzając najważniejsze systemy. Freeman konstruuje Interference Spectrum Device, który zostaje zaimplementowany do Sol Tekkamana #2. Ów strój spalił się w atmosferze razem z pilotem Balzackiem Asimovem. Los Sol Tekkamana #1 po wojnie pozostał nieznany.
- Green Earth

Specjalny wóz bojowy OSDG. Został wykorzystany po zniszczeniu bazy przez Radam. W skład załogi początkowo weszli Noal, Aki, Levin i Milly. Po 5 miesiącach dołączył do nich D-Boy. Kilka dni później szeregi zasilił Balzack Asimov i jego Sol Tekkaman #1. Po śmierci Tekkamana Axe'a do załogi dołącza Bernard O'toole i jego żołnierze. Pojazd kończy swoją służbę po przyjeździe do nowej bazy OSDG na Alasce.
- Interference Spectrum Device

Działo zaprojektowane i wykonane przez Freemana. Najprawdopodobniej bazowało na rozwiązaniach, które wykorzystał Tekkaman Dagger na D-Boyu. Zadaniem urządzenia było zablokowanie i zdezaktywowanie transformacji złych Tekkamanów. Zostało zaimplementowane do Sol Tekkamana #2. Balzack Asimov wykorzystał je na Tekkaman Sword. Jego skuteczność okazała się niepełna, ale przyczyniła się do zabicia przeciwnika.

## Tekk-System
Tekk-System jest genetycznym eksperymentem Radam mającym na celu zawładnięciem umysłami ludzi i uzyskaniem wszystkich korzyści z tego płynącymi. Jedyna różnica w anatomii człowieka, który przeszedł pomyślnie przemianę jest występowanie kryształu wewnątrz ciała (jest w stanie przenikać do ciała swojego właściciela i przebywa w okolicy splotu słonecznego). Transformację w Tekkamana wywołuje się komendą Tek-setter. Ludzkość wyróżniała kilka etapów transformacji zaczynając od świetlistej aktywacji kryształu, indukcji silnego pola elektromagnetycznego, poprzez pojawianiu się kolejnych elementów zbroi. Przemiana w Tekkamana nie zawsze musiała przejść pomyślnie. System odrzucał słabe i zbyt silne jednostki. W przypadku Kouzou Aiba przeszkodą okazał się silny układ odpornościowy. Miyuki Aiba opuściła wcześniej System, co spowodowało, że przemiana nie zaszła do końca. W obydwu przypadkach ciała nieszczęśników zaczęły się rozpadać. Badania przeprowadzone przez Freemana i jego lekarzy ujawniają, że Tekk-System powoduje częściowe uszkodzenie i rozpad tkanek. Wielokrotne przemiany u D-Boya doprowadzają najpierw do upośledzenia niektórych funkcji życiowych. Kolejne transformacje będą konsekwentnie prowadzić do śmierci. Ludzie odkryli, że istnieje możliwość ulepszenia Tekkamana. Tej ryzykownej procedurze poddał się D-Boy i stał się Blaster Tekkamanem. Jego moc nieporównywalnie przekraczała siłę Tekkamanów. Takaya zaczyna stopniowo tracić pamięć po każdej transformacji. Tekkaman Omega otrzymuje od Radam informację o wadach takiej ewolucji, więc stara się przed nią chronić Tekkamana Evila. Wbrew jego zaleceniom Tekkaman Sword umożliwia Evilowi ewolucję. Evil silnie odczuwa skutki uboczne ewolucji, ale zarazem też przypływ dużej siły. Specjalnym przypadkiem był Tekkaman Omega, który z niewiadomych powodów został wybrany przez Radam na przywódcę inwazji na Ziemię. Był na stałe związany ze Statkiem Matką oraz ze swoją zbroją. Ze statku mógł czerpać całą energię i wykorzystywać ją w walce, dlatego górował nad wszystkimi Tekkamanami. Mimo wszystko okazał się bezsilny w starciu z Blastor Tekkamanem.

## Spis odcinków

### Główna seria
| N/o     | Japoński tytuł                                | Angielski tytuł                        |
| ------- | --------------------------------------------- | -------------------------------------- |
|         |                                               |                                        |
| Sezon 1 |                                               |                                        |
|         |                                               |                                        |
| 00      | 長き戦いの序曲                                | The Long Battle's Prelude              |
|         |                                               |                                        |
| 01      | 天駆ける超人 (Ama kakeru no chō jin)          | Super Man Racing Across The Heavens    |
|         |                                               |                                        |
| 02      | 孤独の戦士 (Kodoku no Senshi)                 | The Lonely Warrior                     |
|         |                                               |                                        |
| 03      | 防衛軍の野望 (Bōeigun no yabō)                | The Allied Defense Force's Ambition    |
|         |                                               |                                        |
| 04      | 理由なき敵前逃亡 (Riyūnaki tekizentōbō)       | Deserter Without a Cause               |
|         |                                               |                                        |
| 05      | オレを殺せ (Ore wo korose)                    | Kill Me!                               |
|         |                                               |                                        |
| 06      | テックセット不能 (Tekkusetto funō)            | Tek-Set Malfunctions!                  |
|         |                                               |                                        |
| 07      | 機動兵ペガス発進 (Kidōhei Pegasu Hasshin)     | Launch of the Mobile Unit Pegas        |
|         |                                               |                                        |
| 08      | 謎の従軍記者 (Nazo no Jūgunkisha)             | The Mysterious War Correspondent       |
|         |                                               |                                        |
| 09      | 救出! 木星クルー (Kyūshutsu! Mokusei Kurū)    | Save the Jupiter Crew!                 |
|         |                                               |                                        |
| 10      | 戦火に響く子守歌 (Senka ni hibiku komori uta) | Lullaby Echoing in the Battlefield     |
|         |                                               |                                        |
| 11      | Dボウイファイル (Dboui Fairu)                 | The D-Boy File                         |
|         |                                               |                                        |
| 12      | 赤い戦慄エビル (Akai Senritsu Ebiru)          | The Red Menace, Tekkaman Evil          |
|         |                                               |                                        |
| 13      | 宿命の兄弟 (Shukumei no Kyōdai)               | Twin Brothers Destined to Fight        |
|         |                                               |                                        |
| 14      | 血をわけた悪 (Chi wo waketa akuma)            | The Demon's My Brother                 |
|         |                                               |                                        |
| 15      | 魔神蘇る (Majin yomikaeru)                    | The Evil Spirit Revives                |
|         |                                               |                                        |
| 16      | 裏切りの肖像 (Uragiri no shōzō)               | Portrait of Betrayal                   |
|         |                                               |                                        |
| 17      | 鋼鉄の救世主 (Kōtetsu no Kyūseishu)           | Savior of Steel                        |
|         |                                               |                                        |
| 18      | (栄光への代償 (Eikōhe no daishō)              | The Price for Glory                    |
|         |                                               |                                        |
| 19      | 心閉ざした戦士 (Kokoro tozashita Senshi)      | Warrior With a Closed Heart            |
|         |                                               |                                        |
| 20      | 復活! 怒りの変身 (Fukkatsu! Ikari no Henshin) | Resurrected! Transformation of Rage    |
|         |                                               |                                        |
| 21      | 愛と死の予感 (Ai to Shi no Yokan)             | Premonition of Love and Death          |
|         |                                               |                                        |
| 22      | ミユキの決意 (Miyuki no Ketsui)               | Miyuki's Decision                      |
|         |                                               |                                        |
| 23      | 傷だらけの再会 (Kizu darake no saikai)        | Reunion of Scarred Souls               |
|         |                                               |                                        |
| 24      | 引き裂かれた過去 (Hiki sakareta kako)         | Dark Past Revealed                     |
|         |                                               |                                        |
| 25      | 新たなる悪魔 (Aratanaru Akuma)                | A New Demons                           |
|         |                                               |                                        |
| 26      | 死をかけた戦い (Shi wo kaketa tatakai)        | Battle to the Death                    |
|         |                                               |                                        |
| 27      | 残りし者への遺産 (Nokorishi monohe no Isan)   | Legacy for the Survivors               |
| Sezon 2 |                                               |                                        |
|         |                                               |                                        |
| 28      | 白い魔人 (Shiroi Majin)                       | The White Spirit                       |
|         |                                               |                                        |
| 29      | 戦いの野に花束を (Tatakai no noni Hanataba)   | A Boquet on the Battlefield            |
|         |                                               |                                        |
| 30      | 父の面影 (Chichi no Omokage)                  | Traces of My Father                    |
|         |                                               |                                        |
| 31      | 復讐の街 (Fukushū no Machi)                   | City of Vengeance                      |
|         |                                               |                                        |
| 32      | 待ちわびた少女 (Machiwabita Shōjo)            | Waiting Girl                           |
|         |                                               |                                        |
| 33      | 荒野の再会 (Kōya no Saikai)                   | Reunion in the Wilderness              |
|         |                                               |                                        |
| 34      | 光と影の兄弟 (Hikari to Kage no Kyōdai)       | Brothers of Light & Shade              |
|         |                                               |                                        |
| 35      | 霧の中の敵 (Kiri no Naka no Teki)             | Enemy in the Fog                       |
|         |                                               |                                        |
| 36      | 決戦!! アックス (Kessen!! Akkusu)             | Final Battle with Axe                  |
|         |                                               |                                        |
| 37      | 蝕まれた肉体 (Mushibamareta nikudai)          | Afflicted Body                         |
|         |                                               |                                        |
| 38      | 死への迷宮 (Shihe no meikyū)                  | Labyrinth of Death                     |
|         |                                               |                                        |
| 39      | 超戦士ブラスター (Chō Senshi Burasutā)        | The Ultimate Warrior, Tekkaman Blaster |
|         |                                               |                                        |
| 40      | 愛と戦いの二人 (Ai to Tatakai no Ninin)       | United in Love and Battle              |
|         |                                               |                                        |
| 41      | エビル·蘇る悪魔 (Ebiru Yomikaeru Akuma)       | Evil: The Demon Resurrected            |
|         |                                               |                                        |
| 42      | 激突! 赤い宿敵 (Gekitotsu! Akai Jukuteki)     | Collision! The Red Nemesis             |
|         |                                               |                                        |
| 43      | 訣別の銃弾 (Ketsubetsu no jūdan)              | Farewell Bullets                       |
|         |                                               |                                        |
| 44      | 迫り来る闇 (Semari kuru Yami)                 | The Approaching Darkness               |
|         |                                               |                                        |
| 45      | 真実の侵略者 (Shinjitsu no shinryakusha)      | The True Invader                       |
|         |                                               |                                        |
| 46      | 時の止まった家 (Toki no tomatta ie)           | The House In Which Time Stood Still    |
|         |                                               |                                        |
| 47      | 闇と死の運命 (Yami to Shi no Unmei)           | Destiny of Darkness and Death          |
|         |                                               |                                        |
| 48      | 壮烈! エビル死す (Sōretsu! Ebiru Shisu)       | Heroic! The Death of Evil              |
|         |                                               |                                        |
| 49      | 燃えつきる命 (Moetsukiru inochi)              | A Life Ends                            |

### Odcinki specjalne
| # | Tytuł                    |
| - | ------------------------ |
| 1 | Moeta tokei (燃えた時計) |
| 2 | Twin Blood               |
| 3 | Missing Link             |

### OVA
| # | Tytuł          | Premiera         |
| - | -------------- | ---------------- |
| 1 | VIRGIN-FLUSH   | 21 lipca 1994    |
| 2 | VIRGIN-BLOOD   | 24 sierpnia 1994 |
| 3 | VIRGIN-DREAM   | 21 września 1994 |
| 4 | DEAD-BOY       | 22 lutego 1995   |
| 5 | DIRTY-NIGHT    | 24 marca 1995    |
| 6 | DANGEROUS-BOYS | 21 kwietnia 1995 |

## Gry
Powstały w sumie trzy gry bazujące na serii anime Tekkaman Blade. Pierwszą z nich była gra akcji wydana na konsolę Game Boy. Druga pojawiła się na Super Nintendo. Nosiła tytuł Uchuu no Kishi: Tekkaman Blade. W przeciwieństwie do dwóch wcześniejszych, trzecia gra należała do gatunku strategicznych i pojawiła się na PC98.
Postacie z anime zostały wykorzystane w serii gier Super Robot Wars (Super Robot Wars Judgement i Super Robot Wars W).
W grze Tatsunoko vs. Capcom: Ultimate All Stars pojawiają się bohaterowie z pierwszej wersji anime – Tekkaman: The Space Knight oraz Tekkaman Blade.

## Ścieżka dźwiękowa
| Odcinki        | Tytuł                              | Twórcy        |          |
| Czołówka       | Czołówka                           | Czołówka      | Czołówka |
| -------------- | ---------------------------------- | ------------- | -------- |
| 1 – 27         | „Reason”                           | Yumiko Kosaka |          |
| 28 – 49        | „Eien na kodoku” (jap. 永遠の孤独) | Yumiko Kosaka |          |
| Napisy końcowe |                                    |               |          |
|                | „Energy of Love”                   | Yumiko Kosaka |          |
|                | „Lonely Heart”                     | Yumiko Kosaka |          |

| N/o                                                    | Tytuł                                     | Wykonawca                      | Czas trwania |
| ------------------------------------------------------ | ----------------------------------------- | ------------------------------ | ------------ |
|                                                        |                                           |                                |              |
| Space Knight Tekkaman Blade: Original Soundtrack       |                                           |                                |              |
|                                                        |                                           |                                |              |
| 01                                                     | Ruins in the Sand / Golden Land           | Kaoru Wada BGM                 | 2:09         |
| 02                                                     | The Space Knights                         | Kaoru Wada BGM                 | 1:29         |
| 03                                                     | Tek Setter!!                              | Kaoru Wada BGM                 | 2:04         |
| 04                                                     | D-Boy / Winter Orbit                      | Kaoru Wada BGM                 | 2:36         |
| 05                                                     | Over the Sea of Stars                     | Kaoru Wada BGM                 | 2:03         |
| 06                                                     | Song of Victory for the Age               | Kaoru Wada BGM                 | 1:35         |
| 07                                                     | Energy of Love                            | Yumiko Kosaka                  | 4:25         |
| 08                                                     | Eye Catch                                 | Kaoru Wada BGM                 | 2:23         |
| 09                                                     | Freeman                                   | Kaoru Wada BGM                 | 1:40         |
| 10                                                     | United Army of Earth                      | Kaoru Wada BGM                 | 1:24         |
| 11                                                     | Holy Cloth of Steel                       | Kaoru Wada BGM                 | 1:57         |
| 12                                                     | Forever Motherland                        | Kaoru Wada BGM                 | 1:42         |
| 13                                                     | Radam's Pod                               | Kaoru Wada BGM                 | 2:25         |
| 14                                                     | Drifting in Vacuum                        | Kaoru Wada BGM                 | 2:05         |
| 15                                                     | Heir to Space                             | Kaoru Wada BGM                 | 1:24         |
| 16                                                     | Reason                                    | Yumiko Kosaka                  | 3:38         |
| Uchū no Kishi Tekkaman Blade Space Knights             |                                           |                                |              |
|                                                        |                                           |                                |              |
| 01                                                     | Reason (TV Size)                          |                                |              |
| 02                                                     | Day When Radam Does Not Come Part 1       |                                |              |
| 03                                                     | Sand Storm                                |                                |              |
| 04                                                     | Thorny Garden                             |                                |              |
| 05                                                     | Codweb                                    |                                |              |
| 06                                                     | Glint of Light                            |                                |              |
| 07                                                     | Day When Radam Does Not Come Part 2       |                                |              |
| 08                                                     | Space Lonely Soldier                      |                                |              |
| 09                                                     | The Area                                  |                                |              |
| 10                                                     | Rapier                                    |                                |              |
| 11                                                     | The Fighter of Recollection               |                                |              |
| 12                                                     | Two People Under the Moon                 |                                |              |
| 13                                                     | Whenever                                  |                                |              |
| 14                                                     | Day When Radam Does Not Come Part 3       |                                |              |
| 15                                                     | Energy of Love (TV Size)                  |                                |              |
| Space Knight Tekkaman Blade: Blue Blue My Love Lullaby |                                           |                                |              |
|                                                        |                                           |                                |              |
| 01                                                     | Eternal Loneliness                        | Yumiko Kosaka                  | 4:57         |
| 02                                                     | Blue Blue My Love Lullaby                 | Nakamura Yuusuke & Mimatsu Ami | 6:14         |
| 03                                                     | The Unknown Horizen                       |                                | 3:06         |
| 04                                                     | Hyouteki ha Odoru                         |                                | 4:21         |
| 05                                                     | The Wind of Destiny                       | Toshiyuki Morikawa             | 5:30         |
| 06                                                     | Forever the End                           |                                | 2:53         |
| 07                                                     | 12'O Clock Ante Meridiem                  | Yumiko Kosaka                  | 5:24         |
| 08                                                     | Meditation                                | Yumiko Kosaka                  | 4:50         |
| 09                                                     | The Hell That is The Moon!                |                                | 3:29         |
| 10                                                     | The Knight that Soared through the Cosmos |                                | 2:59         |
| 11                                                     | Hollow Wings                              | Ishikawa Shinnchi              | 4:45         |
| 12                                                     | The Great Land Eternal                    |                                | 3:34         |
| 13                                                     | Once More Again                           | Yamaura Katumi & Mimatsu Ami   | 4:57         |
| 14                                                     | Tatakai no Noni Hanataba wo               |                                | 2:54         |
| 15                                                     | Lonely Heart                              | Yumiko Kosaka                  | 5:43         |

## Różnice pomiędzy pierwowzorem a Teknomanem
- mniejsza ilość odcinków
- zmiana nazw własnych i imion postaci
- wycięcie wspomnień z młodzieńczych lat D-Boya
- okrojenie i spłycenie odczuć bohaterów anime
- cenzura (brak krwi i nagości)
- brak wyjaśnienia działania technologii Radam
- zmiana muzyki
- wyolbrzymienie wątków romantycznych, a wycięcie lub ograniczenie wątków komicznych i psychologicznych[51].